# Meuse (fleuve)
Pour les articles homonymes, voir Meuse.
La Meuse (prononcé /møz/  ; en néerlandais et en allemand, Maas ; en wallon, Moûse ; en latin Mosa) est un fleuve européen qui prend sa source en France et se jette dans la mer du Nord après un cours long d'approximativement 950 kilomètres traversant la France, la Belgique et les Pays-Bas. Son bassin est relativement étroit et est orienté sud-nord bien que, entre Namur et Liège, son cours soit orienté ouest-est et est-ouest depuis un de ses affluents, la Niers, jusqu'à la mer du Nord. Elle prend sa source à 409 mètres d’altitude près du village de Pouilly-en-Bassigny, dans la commune du Châtelet-sur-Meuse.
Le cours d'eau traverse de nombreuses villes dont l'histoire est directement liée à la Meuse et à ses affluents, telles que Verdun, Charleville-Mézières, Namur, Liège, Maastricht, Venlo, Nimègue ou Rotterdam. C'est son parcours entre le sillon Sambre-et-Meuse et son embouchure qui lui apporte une reconnaissance économique importante, avec notamment le port autonome de Liège ou la vallée de la Meuse en Wallonie qui a su faire de la Meuse un atout majeur pour son développement industriel. Aux Pays-Bas, son cours est souvent partagé avec celui du Rhin et les deux fleuves ont un delta commun. Plusieurs canaux permettent de rejoindre d'autres cours d'eau européens d'une certaine importance. Sa vallée présente de nombreux paysages variés alliant de hautes falaises et des méandres rocheux à des plaines s'étendant sur des kilomètres.
Son bassin versant occupe une petite surface en France tandis qu'il occupe une grande partie de la superficie de la Région wallonne (botte du Hainaut, province de Namur, Luxembourg belge, une partie de la province de Liège et des bandes plus étroites dans d'autres provinces) et la partie sud des Pays-Bas (principalement les provinces de Limbourg et du Brabant-Septentrional). Sa vallée sert de frontière naturelle entre la France et la Belgique, avec la pointe de Givet, et entre les Pays-Bas et l'Allemagne, tandis que le fleuve en lui-même sépare la Belgique des Pays-Bas au niveau de la région de Maastricht.

## Hydronymie
Le nom du fleuve est probablement antérieur à la période romaine, avec une origine pré-celtique provenant du mot mǔso signifiant « humide ». La première trace écrite mentionnant le fleuve est le mot de genre masculin Mǒsa, ae, d'origine latine. L'étymologie de Mosa est inconnue selon les auteurs classiques. Sur la Table de Peutinger, la Meuse n'est pas appelée Mosa mais Flumen Patabus. Pourtant les termes romans initialement masculins mosa et mosella, ce dernier étant un simple diminutif du premier, sont compris par la tradition paysanne lorraine ; ils désignent des eaux à lisières mouvantes, c'est-à-dire un espace ripuaire qui varie selon les saisons. C'était le cas autrefois pour la Meuse entre Saint-Mihiel et Stenay mais aussi pour une grande partie du cours de la Moselle, au point que les vastes prairies et espaces près des rives étaient occupés par les paysans durant la longue période d'étiage et abandonnés lors des crues rapides où les hautes eaux se maintenaient longtemps. D'ailleurs, les deux cours d'eau mentionnés pouvaient s'appeler originellement et indistinctement Mosa avant que quelques auteurs gallo-romains et mérovingiens, parmi lesquels Venance Fortunat, commencent à fixer les appellations respectives.

### Toponymes
De l'hydronyme féminisé en latin médiéval Mosa est également issu l'adjectif français mosan. Divers toponymes sont également dérivés de la même racine que mosa : le nom de la ville de Mouzon signifierait « la mercuriale ou lieu de négoce et de commerce près du marais » que l'on peut simplifier en « marché de la Meuse » (en celtique Moso-magus). On peut aussi citer Maastricht (en latin Mosa Trajectum), mais aussi une multitude de lieux-dits.
La Meuse dans son écriture actuelle se retrouve ainsi dans le nom de nombreuses communes. En France : Ambly-sur-Meuse, Bazoilles-sur-Meuse, Belleville-sur-Meuse, Bogny-sur-Meuse, Boncourt-sur-Meuse, Bourmont-entre-Meuse-et-Mouzon, Brabant-sur-Meuse, Brainville-sur-Meuse, Bras-sur-Meuse, Brieulles-sur-Meuse, Charny-sur-Meuse, Dammartin-sur-Meuse, Dieue-sur-Meuse, Doncourt-sur-Meuse, Dugny-sur-Meuse, Dun-sur-Meuse, Épiez-sur-Meuse, Forges-sur-Meuse, Génicourt-sur-Meuse, Ham-sur-Meuse, Han-sur-Meuse, Joigny-sur-Meuse, Lacroix-sur-Meuse, Laneuville-sur-Meuse, Le Châtelet-sur-Meuse, Malaincourt-sur-Meuse, Martincourt-sur-Meuse, Maxey-sur-Meuse, Montigny-sur-Meuse, Nouvion-sur-Meuse, Ourches-sur-Meuse, Pagny-sur-Meuse, Pont-sur-Meuse, Pouilly-sur-Meuse, Regnéville-sur-Meuse, Romain-sur-Meuse, Rouvrois-sur-Meuse, Saint-Germain-sur-Meuse, Sassey-sur-Meuse, Sivry-sur-Meuse, Thierville-sur-Meuse, Tilly-sur-Meuse, Ugny-sur-Meuse, Val-de-Meuse, Villers-Semeuse, Villers-sur-Meuse et Vrigne-Meuse. En Belgique : Maaseik, Maasmechelen, Jemeppe-sur-Meuse et Saint-Georges-sur-Meuse. Aux Pays-Bas : Horst aan de Maas, Maasdriel, Maasgouw, Maassluis, Maastricht, Peel en Maas et West Maas en Waal. Outre ces toponymies, il existe de nombreux lieux-dits et villages portant le nom du cours d'eau.

## Géographie

### Le cours du fleuve

#### En France
- Haute-MarneSource n°1 de la Meuse ( Châtelet-sur-Meuse  Haute- Marne )

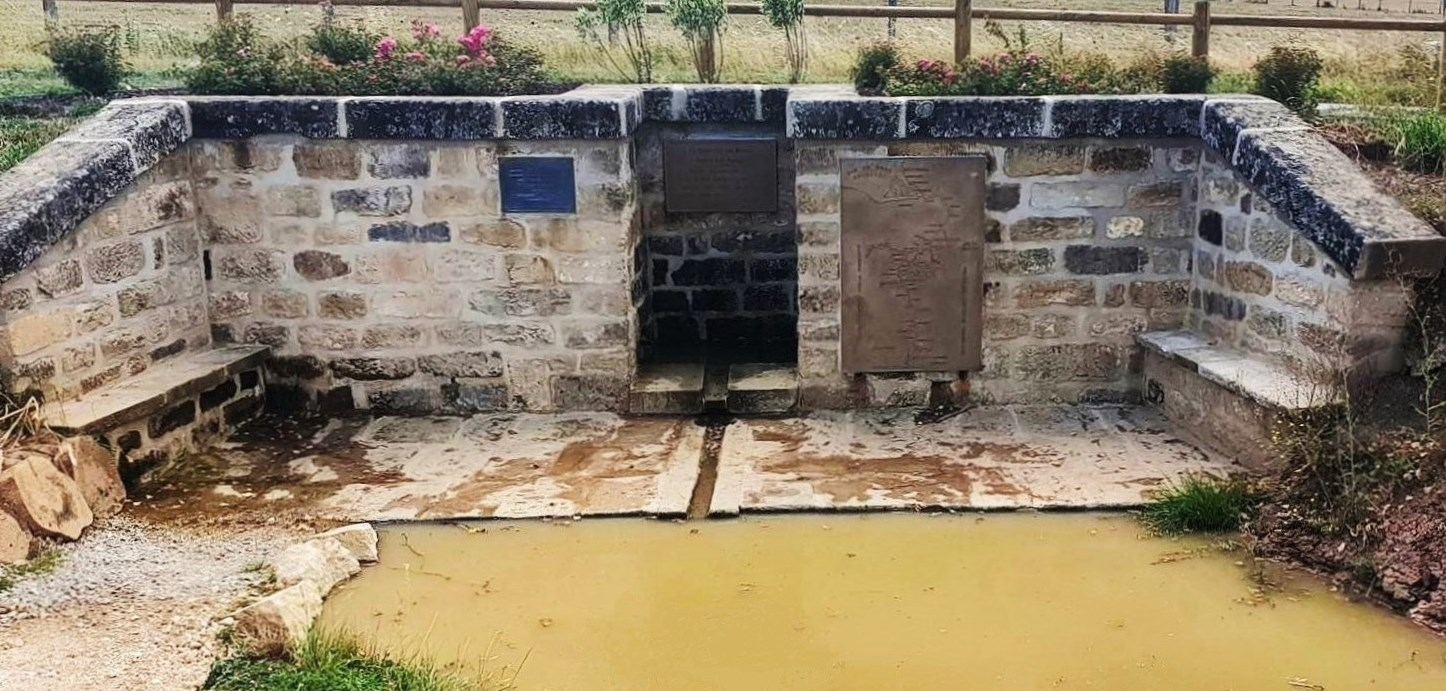
Source n°1 de la Meuse (Châtelet-sur-Meuse Haute- Marne)

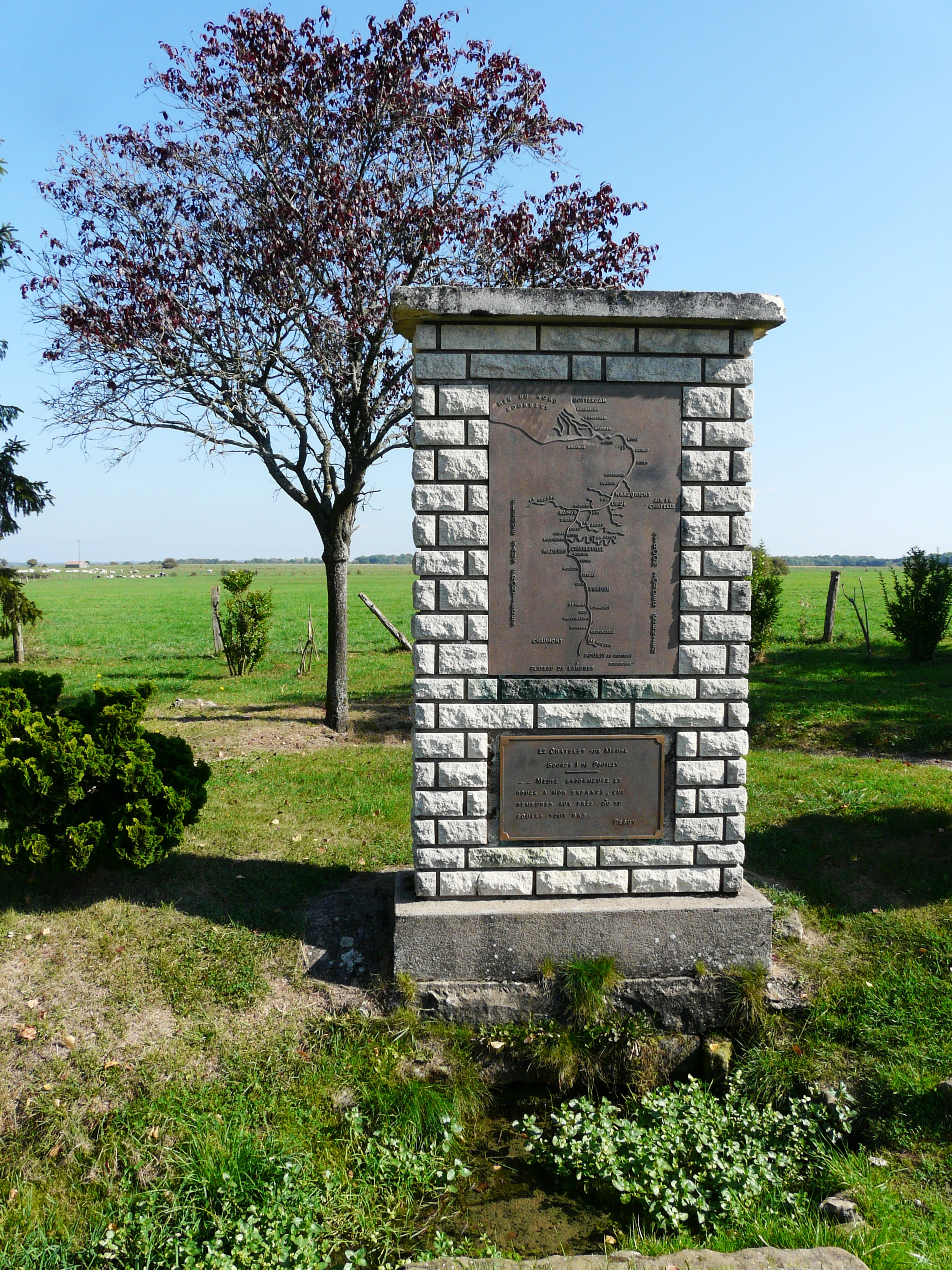
Ancienne plaque située près de la source de la Meuse.

La Meuse prend sa source en France, près du village de Pouilly-en-Bassigny, sur le territoire de la commune nouvelle du Châtelet-sur-Meuse, à 409 mètres d'altitude. Cette source se situe dans le Bassigny, une région naturelle située dans le sud du département de la Haute-Marne.
Elle traverse le département sur approximativement 50,5 kilomètres. Entre sa source et le village Meuse de la commune Val-de-Meuse, elle prend une direction est-ouest puis une direction sud-nord entre le village et la frontière avec le département des Vosges. D'un point de vue orthodromique, la source se situe à 32,7 kilomètres du point d'entrée de la Meuse dans les Vosges. Cette différence d'une vingtaine de kilomètres s'explique par l'étroitesse du fleuve et ses nombreux méandres, comme à Val-de-Meuse et Bourmont-entre-Meuse-et-Mouzon.
- Vosges

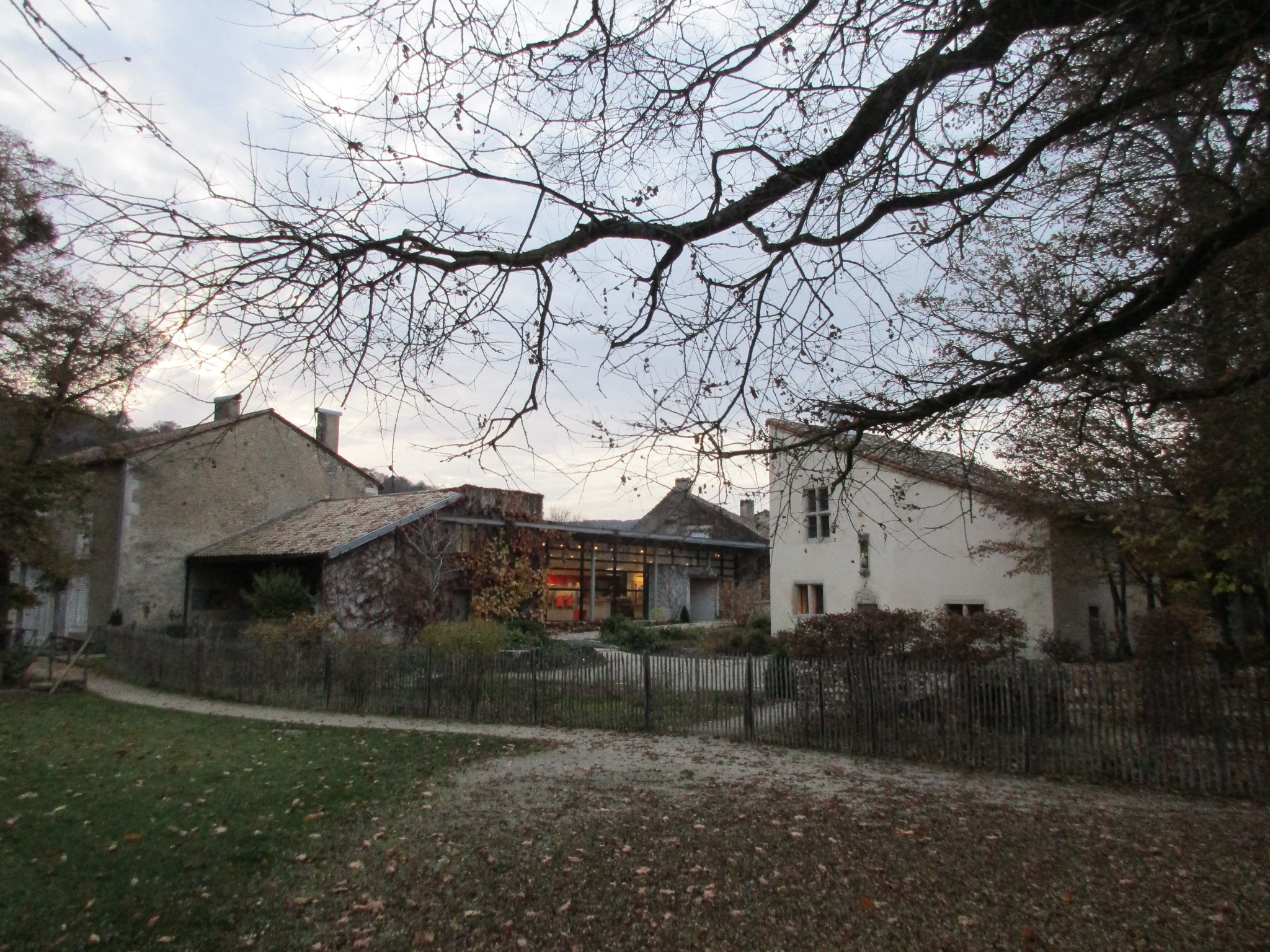
La maison natale de Jeanne d'Arc, à droite, à quelques mètres de la Meuse.

Après avoir rapidement traversé le département de la Haute-Marne, la Meuse traverse le département des Vosges sur environ 32,5 kilomètres en suivant une direction sud-nord. En distance orthodromique, il est distant, de son entrée dans le département à sa sortie, de 21,25 kilomètres. Cette différence d'une dizaine de kilomètres sur une aussi petite distance s'explique là aussi par la présence de méandres mais de plus grandes importances, comme ceux situés au sud de Neufchâteau. C'est d'ailleurs la première ville d'importance que la Meuse traverse et c'est à cet endroit que se jette l'un des premiers grands affluents de la Meuse, le Mouzon. Le Vair, quant à lui, se jette dans la Meuse à Maxey-sur-Meuse. La maison natale de Jeanne d'Arc se situe dans la commune de Domrémy-la-Pucelle, à quelques mètres d'un bras de la Meuse.
C'est dans les Vosges qu'un phénomène géologique particulier se produit, au niveau de Bazoilles-sur-Meuse : les pertes de la Meuse. La Meuse se perd en étiage dans les calcaires bajociens karstifiés qui composent le lit du fleuve. Les eaux s'infiltrent en souterrain et ressortent cinq kilomètres plus au nord dans l'agglomération de Neufchâteau où se situent les sources de Bagatelle.
Au niveau de Neufchâteau, la Meuse quitte une plaine argileuse pour pénétrer dans les côtes de Meuse et s'écoule dans une vallée étroite faite de calcaire. Toujours à Neufchâteau, là où le Mouzon se jette dans la Meuse, se situe sur la rive droite le stade Amarildo Pacini.
- Meuse

Son parcours dans le département de la Meuse est le plus long dans une entité administrative ; il y reste pour environ 230 kilomètres dans une direction sud - nord-ouest. La route départementale 964 longe grossièrement la Meuse sur tout son parcours à travers le département.
Au début de son parcours dans le département, la Meuse passe non loin de Vaucouleurs puis monte jusqu'à Pagny-sur-Meuse. C'est à ce moment que le canal de la Marne au Rhin commence à longer le fleuve. À Troussey, le canal du Moulin forme l'île Le Châtelet. Non loin de là, le canal de la Marne au Rhin passe par-dessus la Meuse, ce qui en fait un bel ouvrage d'ingénierie ; il commence dès lors à longer la branche nord du canal de l'Est. Entre Pagny-sur-Meuse et Void, la Meuse est parallèle à la route nationale 4 (rejoignant Nancy à Paris).

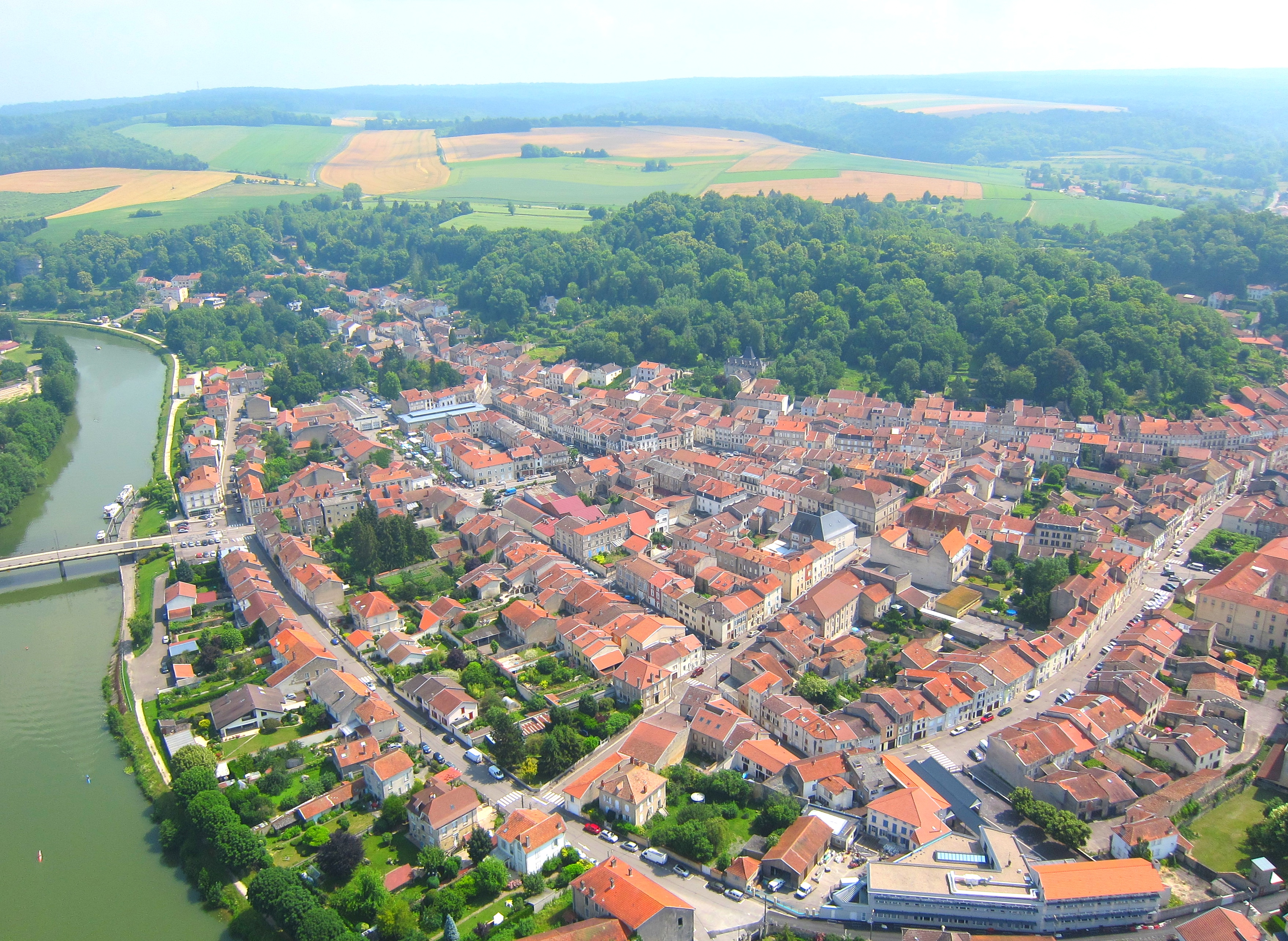
Vue aérienne de Saint-Mihiel, située dans un méandre de la Meuse ; à gauche, la Meuse.

Au sud de Commercy, le canal de l'Est rejoint la Meuse avant de s'en séparer peu avant son entrée dans la ville pour de nouveau rejoindre la Meuse au nord de la ville avant de quitter de nouveau le fleuve quelques centaines de mètres plus loin. Le canal se trouve dès lors à gauche du fleuve. Au niveau de Bislée, le canal de l'Est rejoint une fois de plus la Meuse avant d'en devenir un bras au niveau de Menonville, à l'ouest de Saint-Mihiel, et de rejoindre le fleuve à Saint-Mihiel. C'est au nord de cette dernière que le canal se détache de la Meuse et longe le fleuve sur sa rive droite.
À Dieue-sur-Meuse, le fleuve, le canal et la départementale sont quasi côte à côte. L'autoroute A4, à Dugny-sur-Meuse, traverse la Meuse, elle permet de rejoindre Strasbourg à Paris. Au sud de Verdun, le canal de l'Est rejoint la Meuse. Une île allant du sud au centre de la ville est formée par le canal-fleuve et la Sainte-Vanne ; à droite de la ville, le canal Saint-Airy crée également des îles à Verdun. Au nord de cette dernière, le canal se détache de la Meuse. C'est à Brabant-sur-Meuse, quelques kilomètres plus au nord, que le canal rejoint de nouveau la Meuse. À Consenvoye, la Meuse crée plusieurs îles et au nord de celles-ci, le canal se détache encore de la Meuse pour longer Sivry-sur-Meuse avant de rejoindre le fleuve au nord de la commune et de s'y en détacher quelques mètres plus loin.

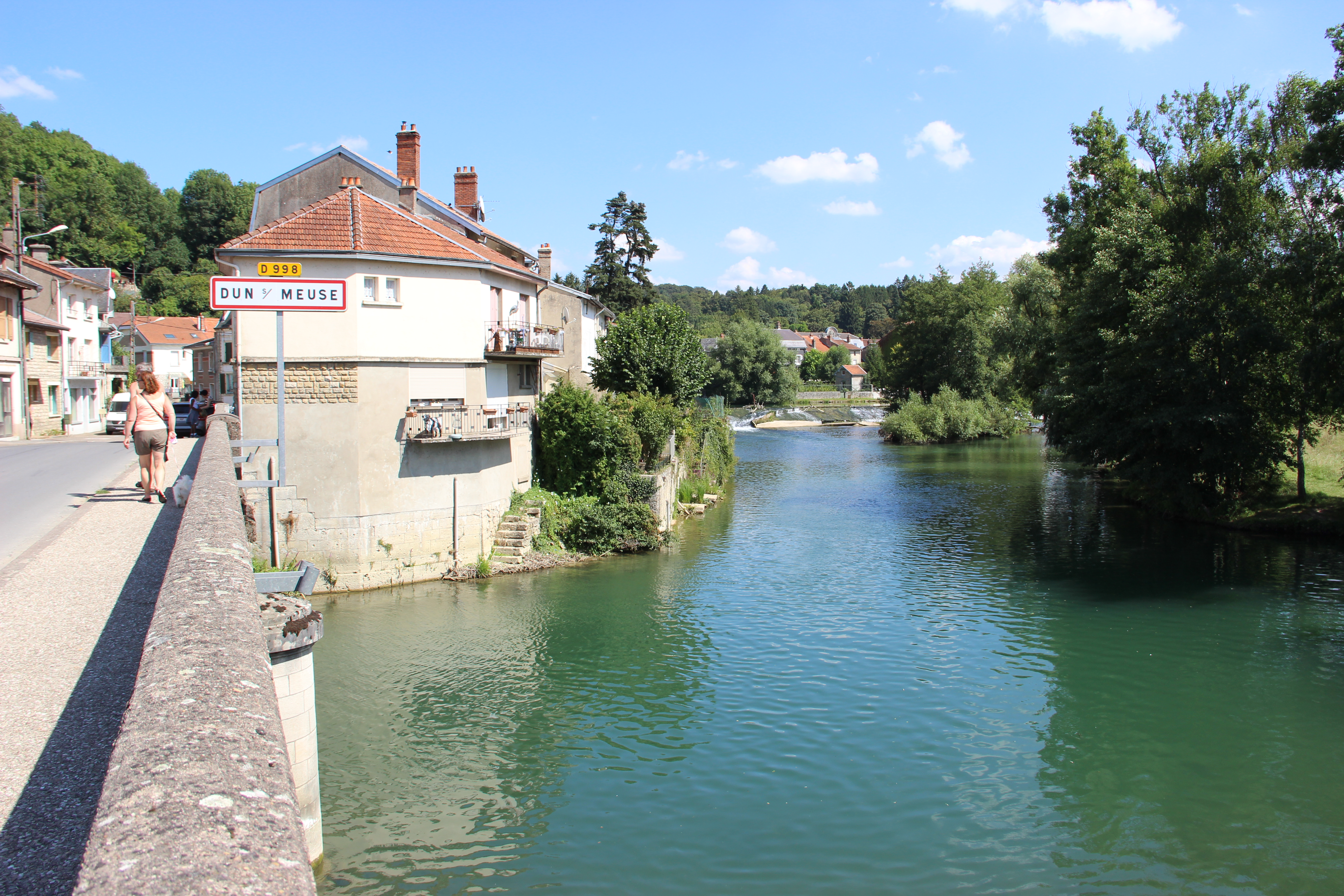
La Meuse à Dun-sur-Meuse.

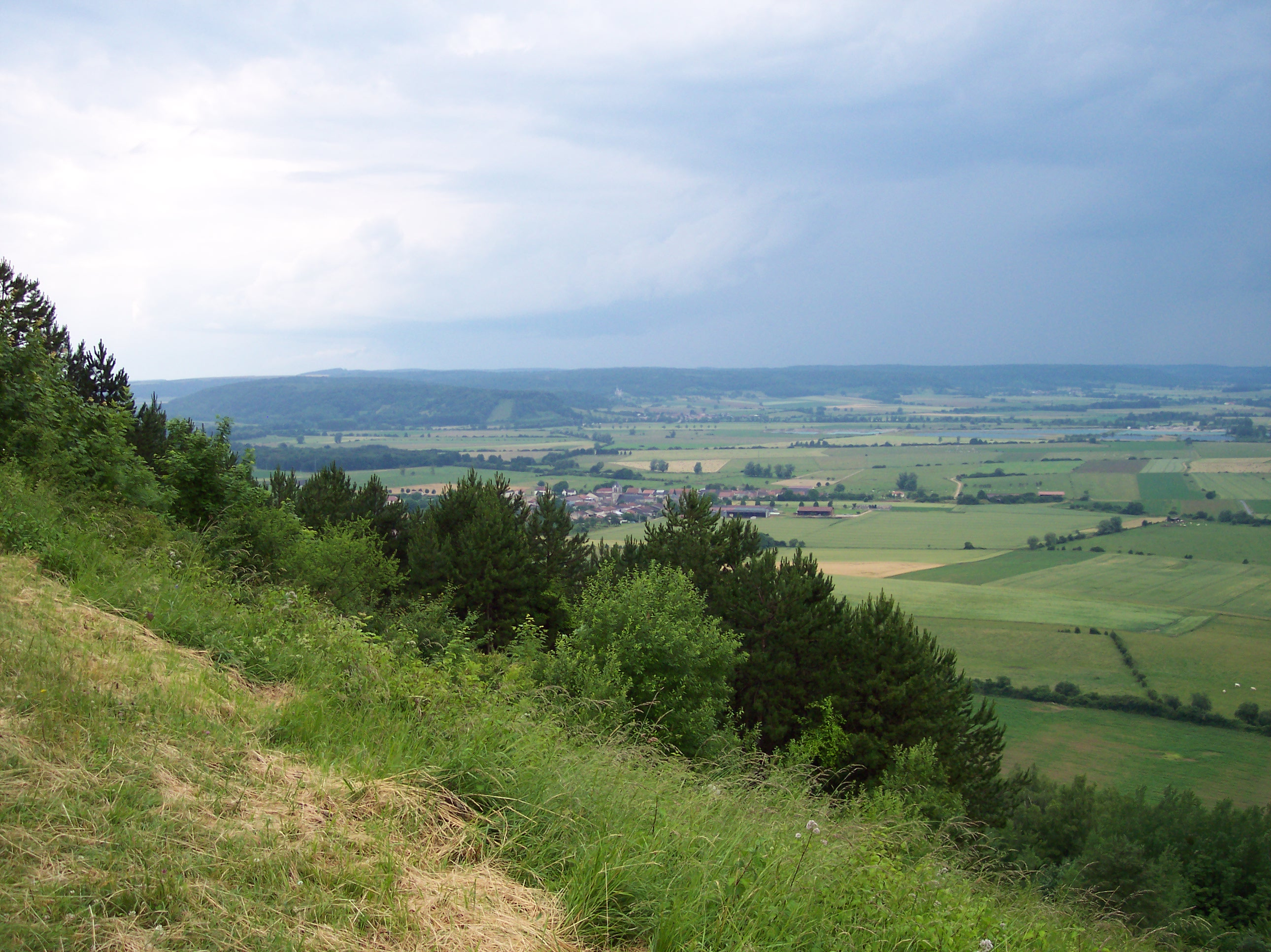
Vue panoramique de la côte de Meuse, là où passe le fleuve.

Au sud de Dun-sur-Meuse, le canal rejoint une fois de plus le fleuve. C'est à ce niveau là que plusieurs affluents se jettent dans la Meuse en créant des lacs, dont le lac Vert, le Breuil et le Pâquis, et des bras de Meuse dont la Vieille Meuse. Au niveau du lac Pâquis, au nord de la commune, le canal quitte le cours du fleuve et laisse la Meuse se perdre dans des méandres s'étendant de Sassey-sur-Meuse au nord de Mouzay, là où le canal rejoint la Meuse. Toujours à Dun-sur-Meuse, la Meuse quitte les côtes de Meuse pour s'enfoncer dans la plaine argileuse de la Woëvre. À Stenay, la Meuse et le canal forment de nombreuses îles et c'est au nord de ces dernières que le canal quitte la Meuse pour la rejoindre quelques centaines de mètres plus loin à Inor ; c'est à Stenay que la Meuse traverse un front de côtes, ceux de la Moselle. C'est à Pouilly-sur-Meuse que son parcours se termine dans le département.
- Meuse et Ardennes

Sur 3,7 kilomètres environ, la Meuse sert de frontière entre les départements de la Meuse et des Ardennes. Son parcours suit trois méandres mais la frontière entre les départements suit un ancien méandre (un bras mort) dont la frontière n'a pas été retracée.
- Ardennes

C'est dans le département des Ardennes que commencent à apparaitre les grands méandres. La Meuse parcourt le département sur plus de 168 kilomètres (sans comprendre la frontière partagée avec le département de la Meuse et la Belgique) contre seulement 68,85 kilomètres en distance orthodromique.
Au nord de Beaumont-en-Argonne, le canal de l'Est quitte la Meuse pour la rejoindre quelques centaines de mètres plus loin. Cela lui permet de franchir quelques méandres très étroits. Mouzon, quant à elle, est située sur une île formée par la Meuse qui devient un fleuve chevelu sur quelques centaines de mètres sur une plaine herbeuse et argileuse. Ensuite, au niveau d'Autrecourt-et-Pourron, le canal forme ce qu'on appelle la coupure de Villers qui coupe simplement un méandre faisant de lui une sorte de bras mort bien que connecté à la Meuse sur un côté. Au nord de cette coupure, un canal nommé coupure de Remilly quitte la Meuse évitant ainsi une série de méandres sur plusieurs kilomètres. C'est dans un de ces méandres que se jette un de ses principaux affluents, la Chiers. La coupure rejoint la Meuse avant de la quitter pour couper un méandre à l'est de Pont-Maugis.

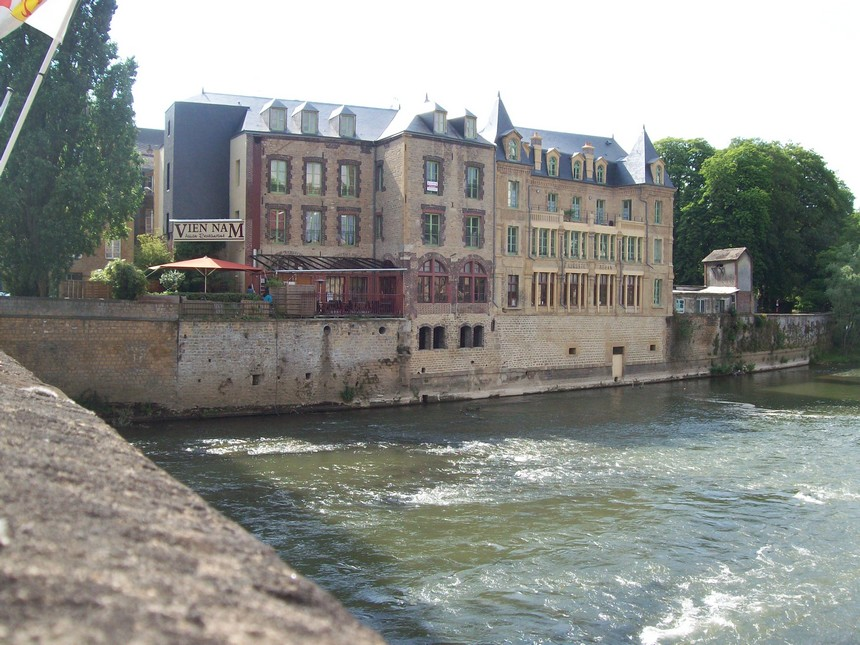
La Meuse à Sedan.

Une fois arrivé à Sedan, le canal de l'Est coupe un méandre en plein centre-ville formant une grande île où est établie l'université urbaine de Sedan. Au nord de Sedan, à Glaire, un canal coupe un méandre long de plusieurs kilomètres pour rejoindre la Meuse au sud de la Villette. Au niveau de Donchery, la Meuse devient chevelue et forme quelques îles. C'est à l'ouest de cette commune, à Pont à Bar, qu'une coupure coupe un méandre de la Meuse et que la Bar se jette dans le fleuve. C'est également non loin de là que la Meuse est rejointe par le canal des Ardennes.
Au sud de Lumes, un ancien canal coupait un long méandre. Il est aujourd'hui à l'abandon dans l'optique de recréer le cours naturel de la Meuse. Ce retour à la norme a créé de nombreux lacs artificiels le long du méandre. La dérivation de Romery, à Romery, raccourcit un peu le trajet de la Meuse.

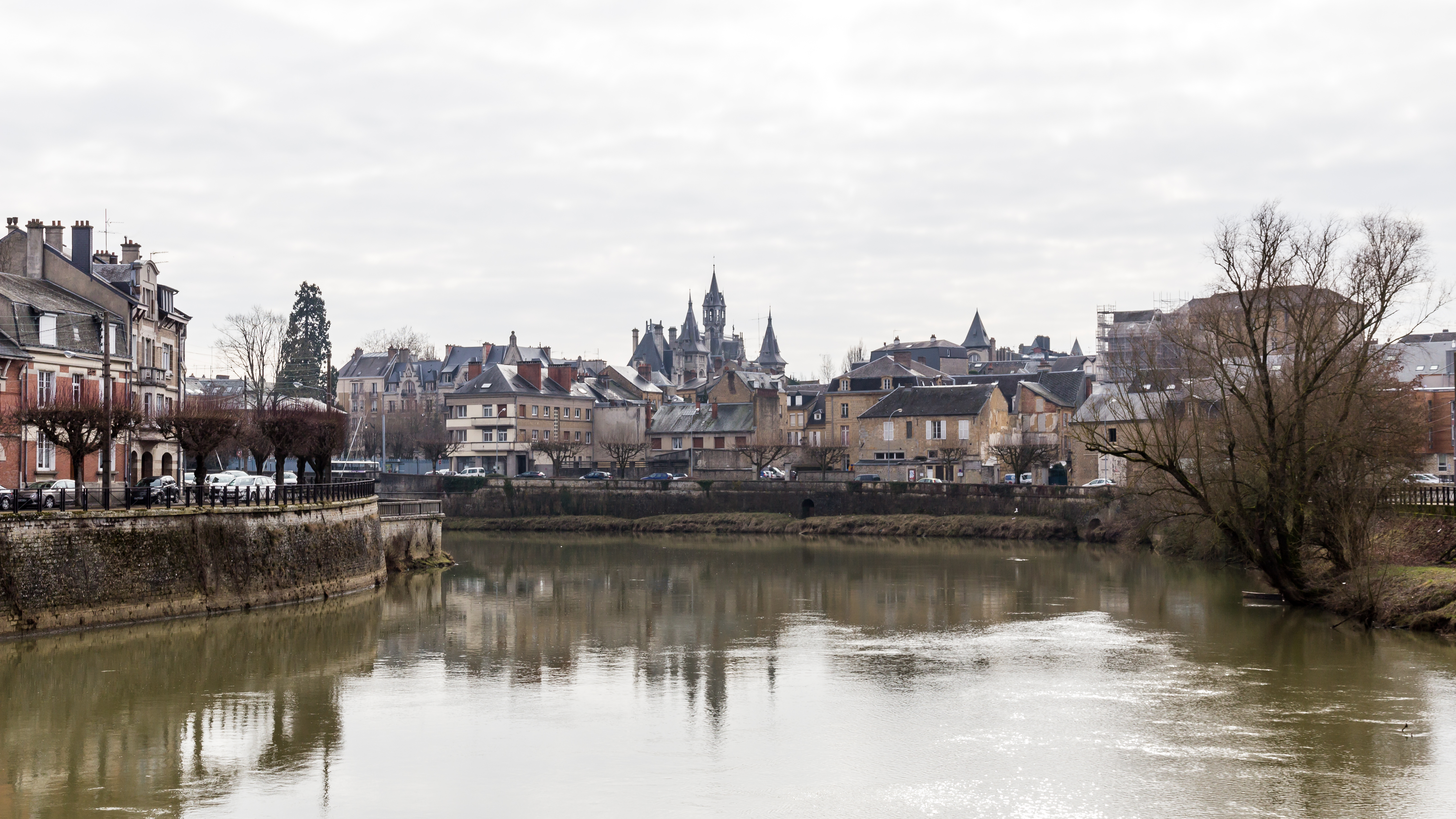
La Meuse à Charleville-Mézières.

C'est à Charleville-Mézières qu'on remarque les grands méandres de la Meuse. En effet, la ville est coupée quatre fois par le fleuve autour de trois méandres de grandes tailles. Pour éviter plusieurs kilomètres de navigation sur le premier méandre, deux canaux furent créés sur quelques mètres pour rejoindre la Meuse, formant une petite île au centre de la ville. Au sud du méandre, il y a la base de loisirs de la Warenne avec son étang. C'est toujours dans ce long méandre que vient se jeter la Sormonne. Le canal de l'Est permet de couper le troisième grand méandre pour éviter aux bateaux une longue boucle. Entre Charleville-Mézières et Givet, la Meuse est longée par la Voie verte Trans-Ardennes ainsi qu'une voie de chemin de fer. À partir de là, elle traverse des sols de schistes noirs.

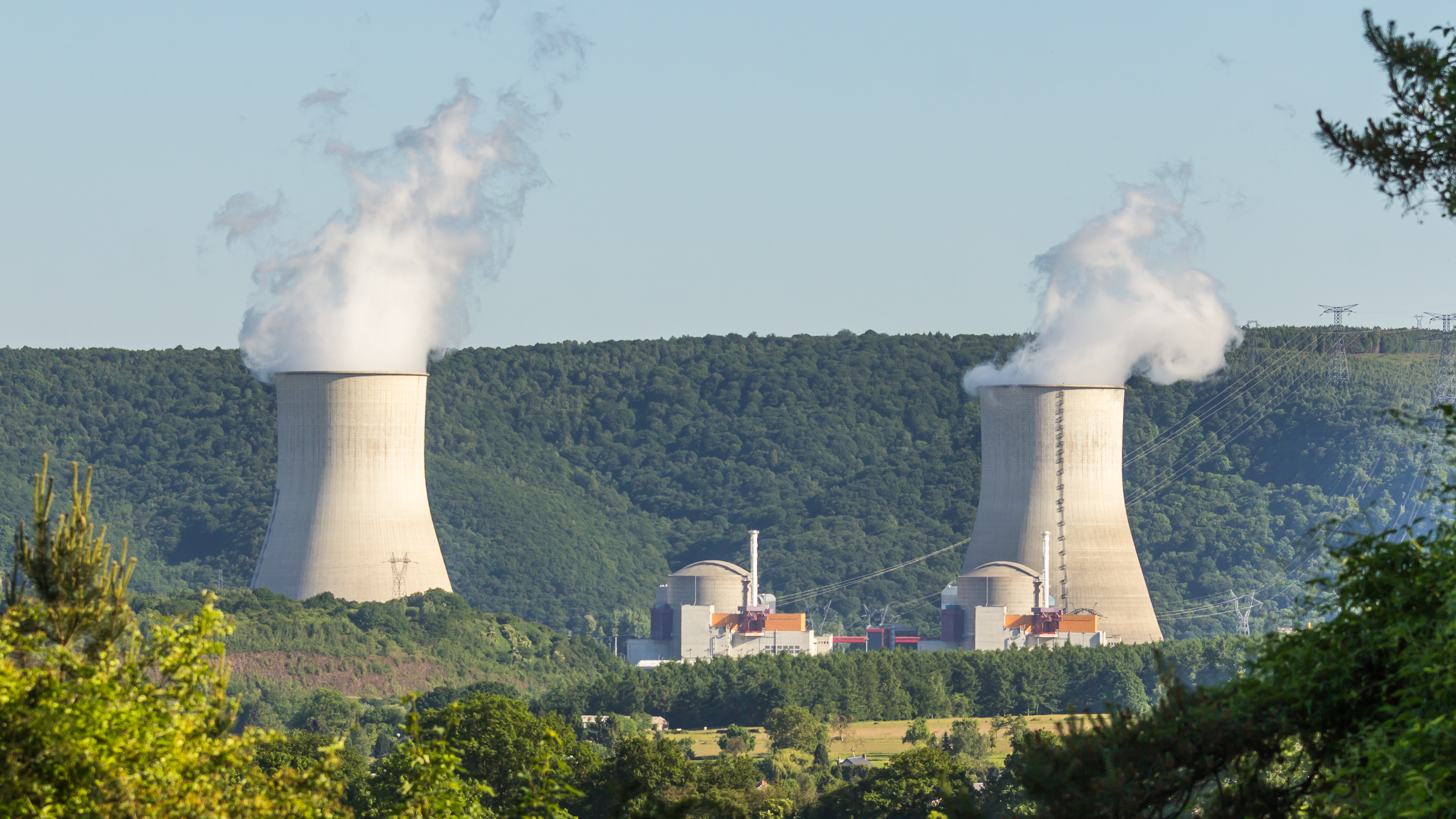
La centrale nucléaire de Chooz, encaissée dans la vallée de la Meuse, dans la pointe de Givet.

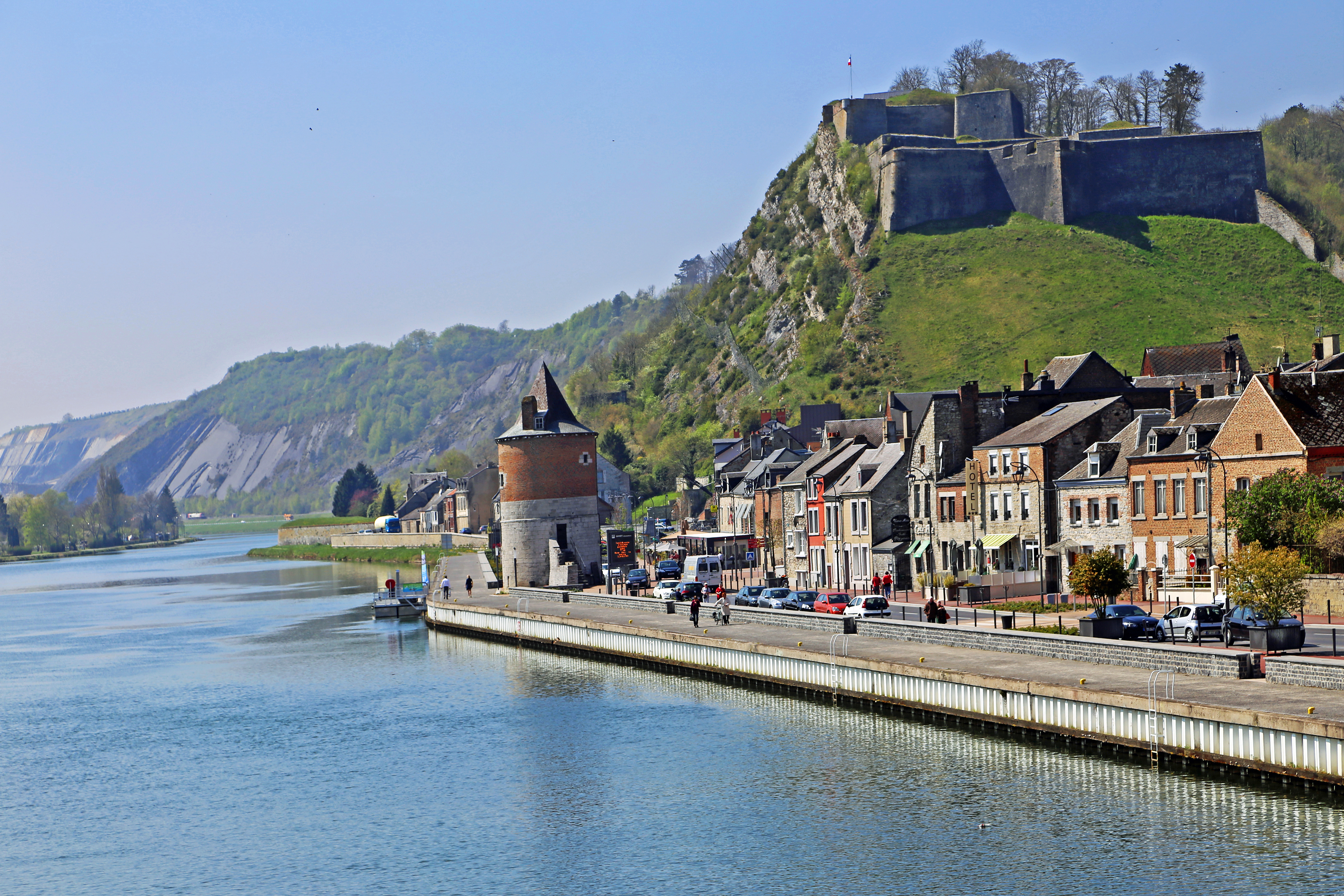
La Meuse à Givet, avec la citadelle sur la droite.

Après avoir traversé Charleville-Mézières, la Meuse traverse le parc naturel régional des Ardennes jusqu'à la frontière belge. C'est à Nouzonville que la Goutelle se jette dans le fleuve. La Semois est la première grande rivière qui viendra se jeter dans la Meuse, à Monthermé ; un point de vue particulièrement haut, à 230 mètres, surplombe la vallée et permet d'admirer les alentours. Non loin de là, le canal de l'Est resurgit pour longer la Meuse dans un méandre sur quelques centaines de mètres. Il resurgit de nouveau au nord de Laifour. À l'ouest de Revin, la Meuse reçoit un cours d'eau qui descend directement du Bassin de Whitaker, formé par une centrale appartenant à EDF. Entre Fépin et Montigny-sur-Meuse, il reçoit le Risdoux sur la rive droite, où se situe le château du Risdoux. Le Viroin se jette quant à lui à Vireux-Molhain. C'est dans le méandre de Chooz que se situe la centrale nucléaire éponyme, à quelques kilomètres de la frontière belge et à quelques kilomètres de Givet. Dans cette dernière passe un méandre où se jette la Houille. Dans sa partie ardennaise, la Meuse est bordée par la Voie verte de Montcy-Notre-Dame à Givet.
- Ardennes et Namur

Sur environ deux kilomètres, la Meuse partage sa frontière avec la Belgique, et plus particulièrement, la province de Namur. Elle quitte ainsi la France en passant par la dernière commune française sur son tracé, Givet, et traverse la première commune belge de son tracé, Hastière. La Meuse aura parcouru en France une distance totale d'approximativement 486 kilomètres en suivant grossièrement une direction sud - nord.

#### En Belgique
- Wallonie

La Meuse traverse la Wallonie, entre Hastière et Visé, sur 127,8 kilomètres de long et traverse les provinces de Namur et de Liège.
Son tracé débute à Heer, une section de Hastière, en province de Namur, à 98 mètres d'altitude. Dans cette même commune vient se jeter la Soumié. Dans un des grands méandres traversant la commune, plusieurs îles se forment. C'est le long de la Meuse, toujours à Hastière, qu'on peut admirer sur la rive gauche de château de Freÿr et sur la rive droite, un point de vue sur des rochers assez élevés. Hastière, et par conséquent la Meuse, traverse la région géographique de la Fagne-Famenne et du Condroz, entre les rochers de Freÿr.
À Dinant se trouve un barrage-écluse. Au sud de Dinant se jette la Lesse au niveau des îles du méandre sud de la ville. On trouve à droite le rocher Bayard qui selon la légende aurait été brisé en deux par un coup de sabot du cheval Bayard. Un peu plus au nord, on trouve sur la rive droite la collégiale et la citadelle de la ville de Dinant, ainsi que la maison d'Adolphe Sax, l'inventeur du saxophone.

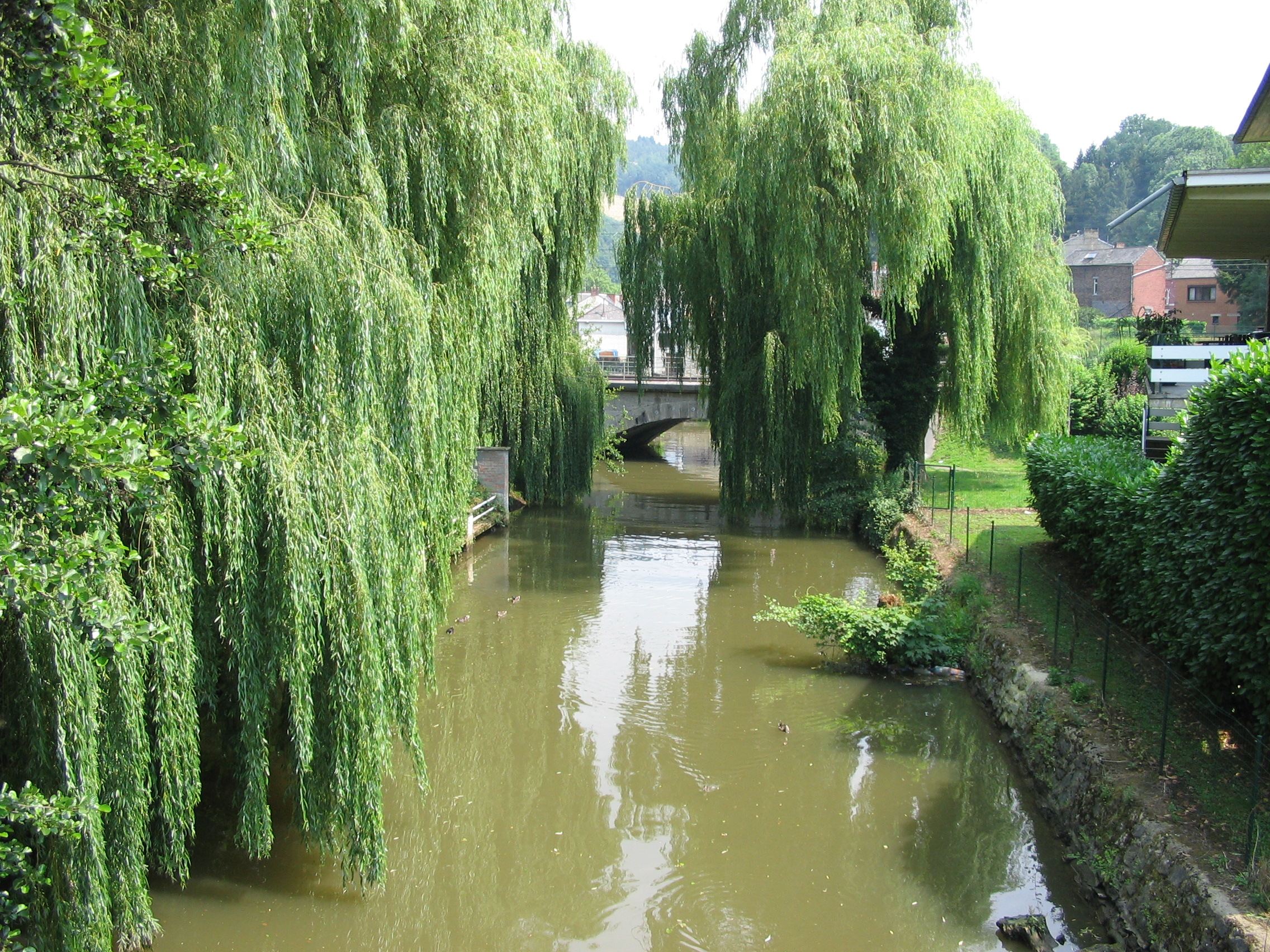
La Bocq à Yvoir, un affluent direct de la Meuse.

Le Flavion se jette au sud de l'Île d'Yvoir, à Yvoir. Au nord de la même île, la Meuse reçoit le Bocq tandis qu'à Godinne, dans la commune d'Yvoir, des îles se sont formées.
Le Burnot se jette à hauteur de Profondeville et le tracé se rapproche tout doucement de Namur. Le site de Godinne du CHU UCL de Namur longe la Meuse non loin de là. Le château de Rougemont se situe sur un promontoire rocheux sur la rive gauche de la Meuse.
La Meuse reçoit la Sambre au centre-ville de Namur. Le long des quais, en contrebas de la citadelle, se situe le siège du Gouvernement wallon. Namur doit sa reconnaissance à la Meuse et à la Sambre, donc au sillon Sambre-et-Meuse. En effet, une grande partie du transport économique fluvial quitte la Meuse à Namur et emprunte la Sambre pour rejoindre Charleroi située plus à l'ouest.

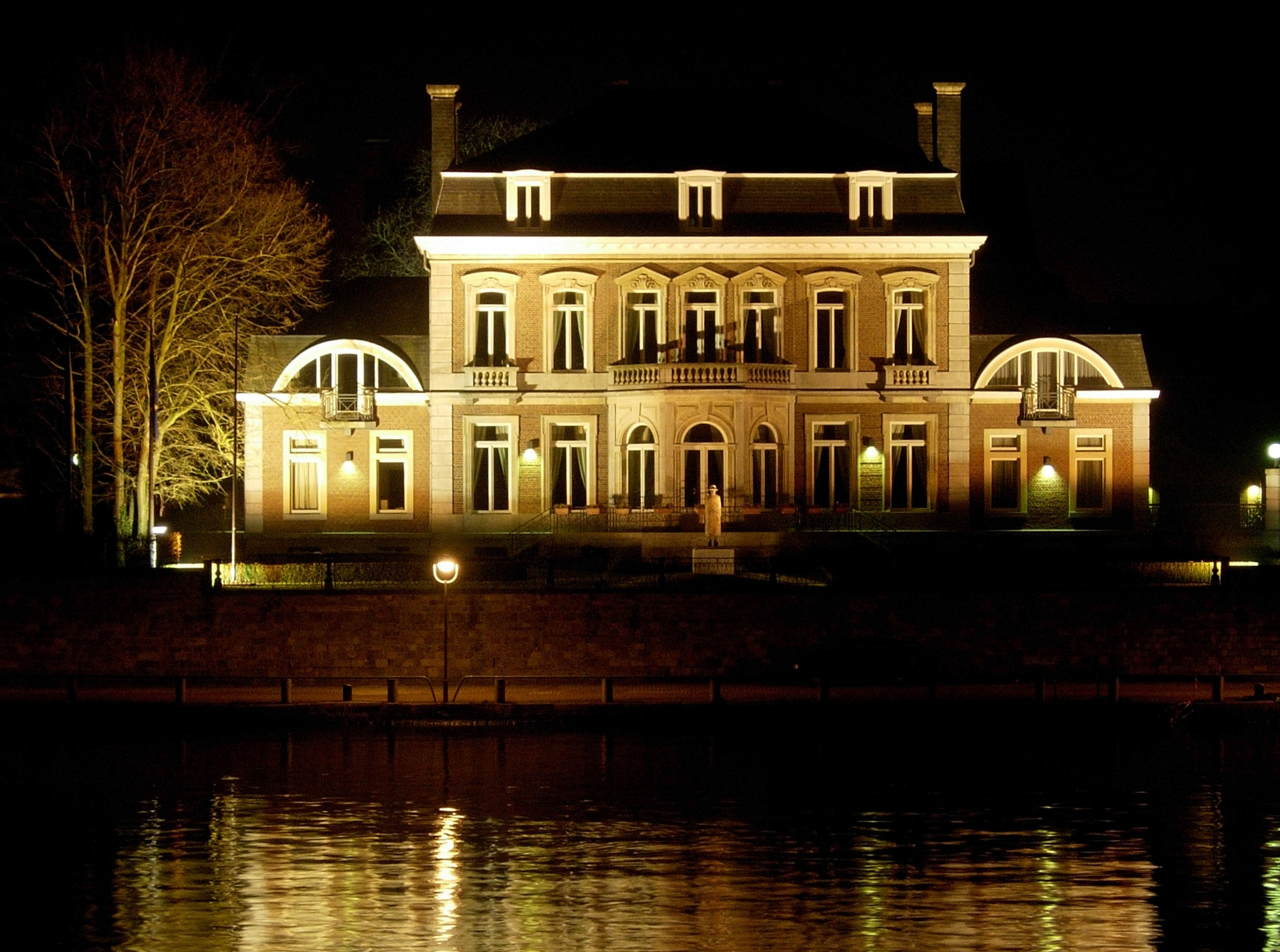
Siège du Gouvernement wallon.

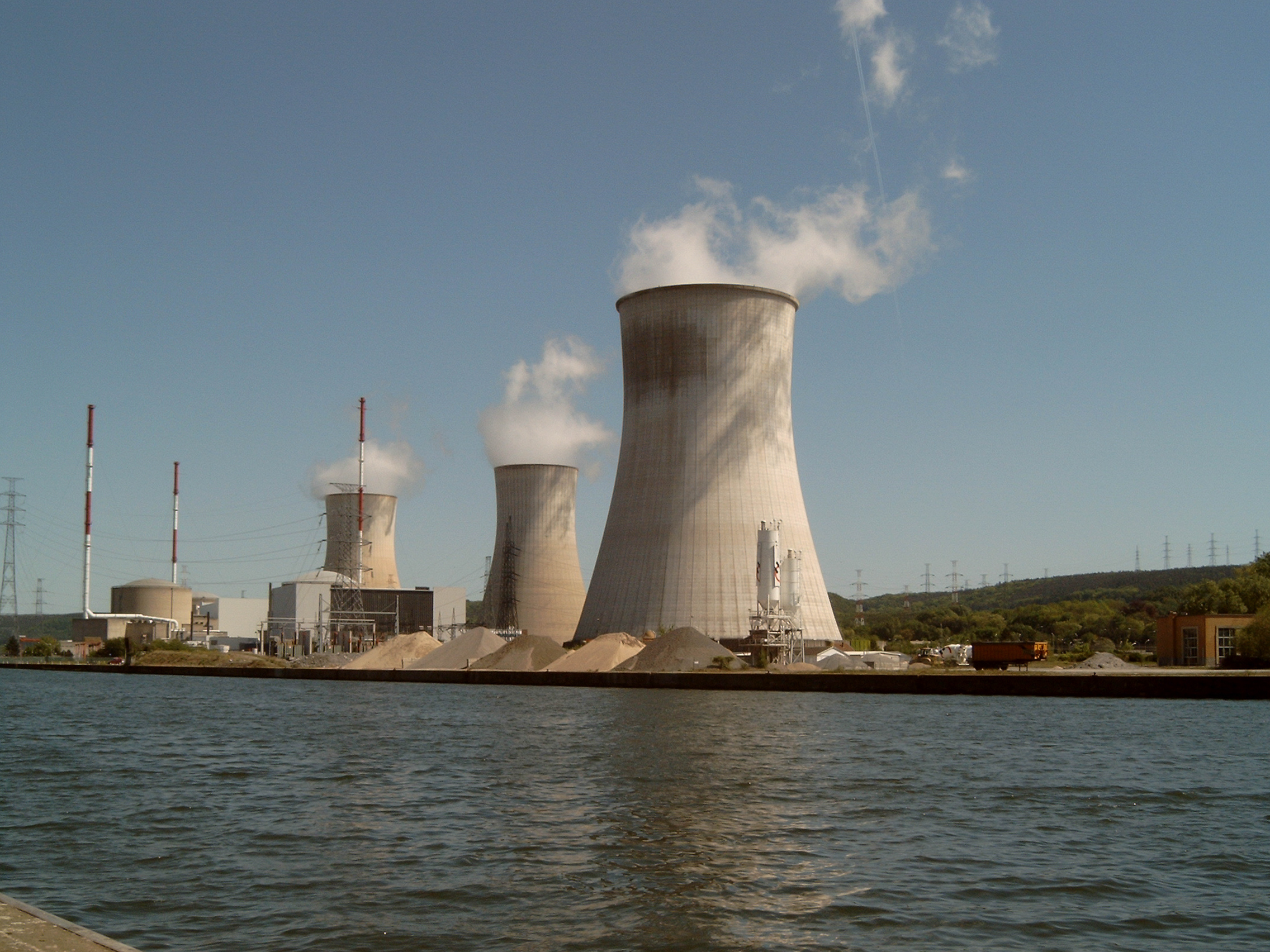
Centrale nucléaire de Tihange.

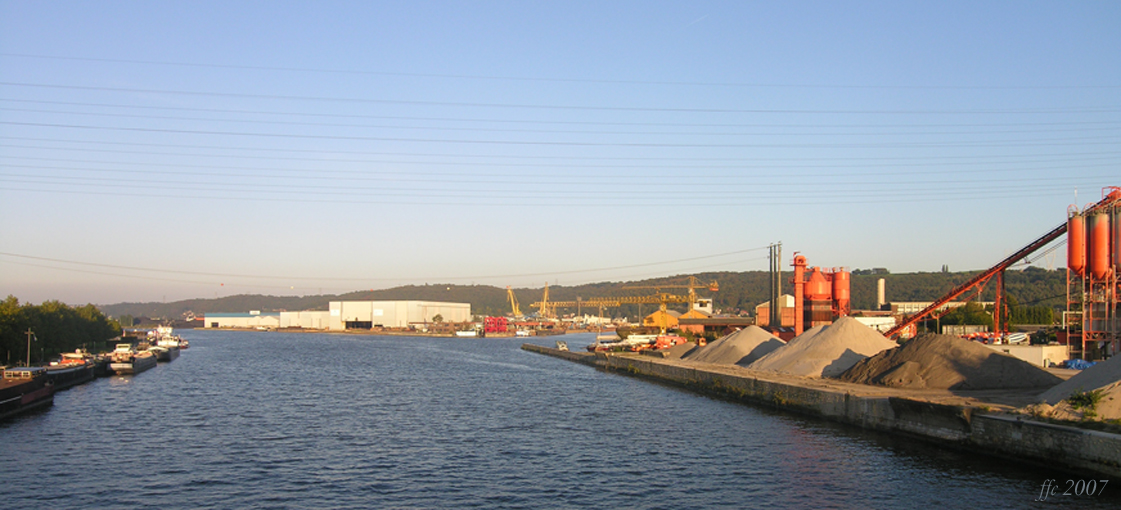
Canal Albert et entrée du port autonome de Liège.

Namur est, selon Jean-Pol Hiernaux, « à l'articulation de toutes ses provinces et au confluent de la Sambre et de la Meuse où elle unit les bassins liégeois et hainuyer ». François Bovesse estime que « Namur unit la Sambre et la Meuse à ses pieds et tout le sang wallon y bat comme en un cœur ».
Dans la province de Liège, la Meuse traverse l'ancien bassin houiller wallon. Elle reçoit la Mehaigne sur sa rive gauche puis arrose Huy, où elle reçoit le Hoyoux sur sa rive droite. Un peu plus loin, elle aide au refroidissement de la centrale nucléaire de Tihange.
Dans un cadre de plus en plus industrialisé, elle longe ensuite les installations sidérurgiques de Seraing. À Liège, elle reçoit l'Ourthe par la droite et coule de nouveau vers le Nord.
Un peu avant Herstal, ses eaux sont utilisées pour alimenter le canal Albert. L'important port autonome de Liège s'est implanté entre ces deux voies d'eau. La Meuse sépare à ce moment la fin du plateau hesbignon en rive gauche et le Pays de Herve en rive droite.
Le fleuve quitte la Wallonie à Visé, après un parcours de 128 kilomètres et à une altitude de 47 mètres. De Namur à Visé, la Meuse sert à la production d'électricité avec six centrales hydroélectriques.
C'est en Wallonie que le bassin versant de la Meuse est le plus étendu puisqu'il y est de 12 000 km2, soit le tiers de sa superficie totale.
C'est là aussi que se situe le port fluvial le plus important de tout son parcours et qui est aussi l'un des ports fluviaux le plus important d'Europe, le port autonome de Liège.
Le total des marchandises transportées en Wallonie était en 2014 de quelque 40 millions de tonnes, principalement sur la Meuse et la Sambre.
Après une brève incursion aux Pays-Bas, via Maastricht, la Meuse sert de frontière entre la Belgique et les Pays-Bas au niveau de leurs provinces de Limbourg respectives. Elle arrose Maasmechelen puis Maaseik, avant de quitter définitivement le territoire belge qu'elle a parcouru au total sur 183 kilomètres.

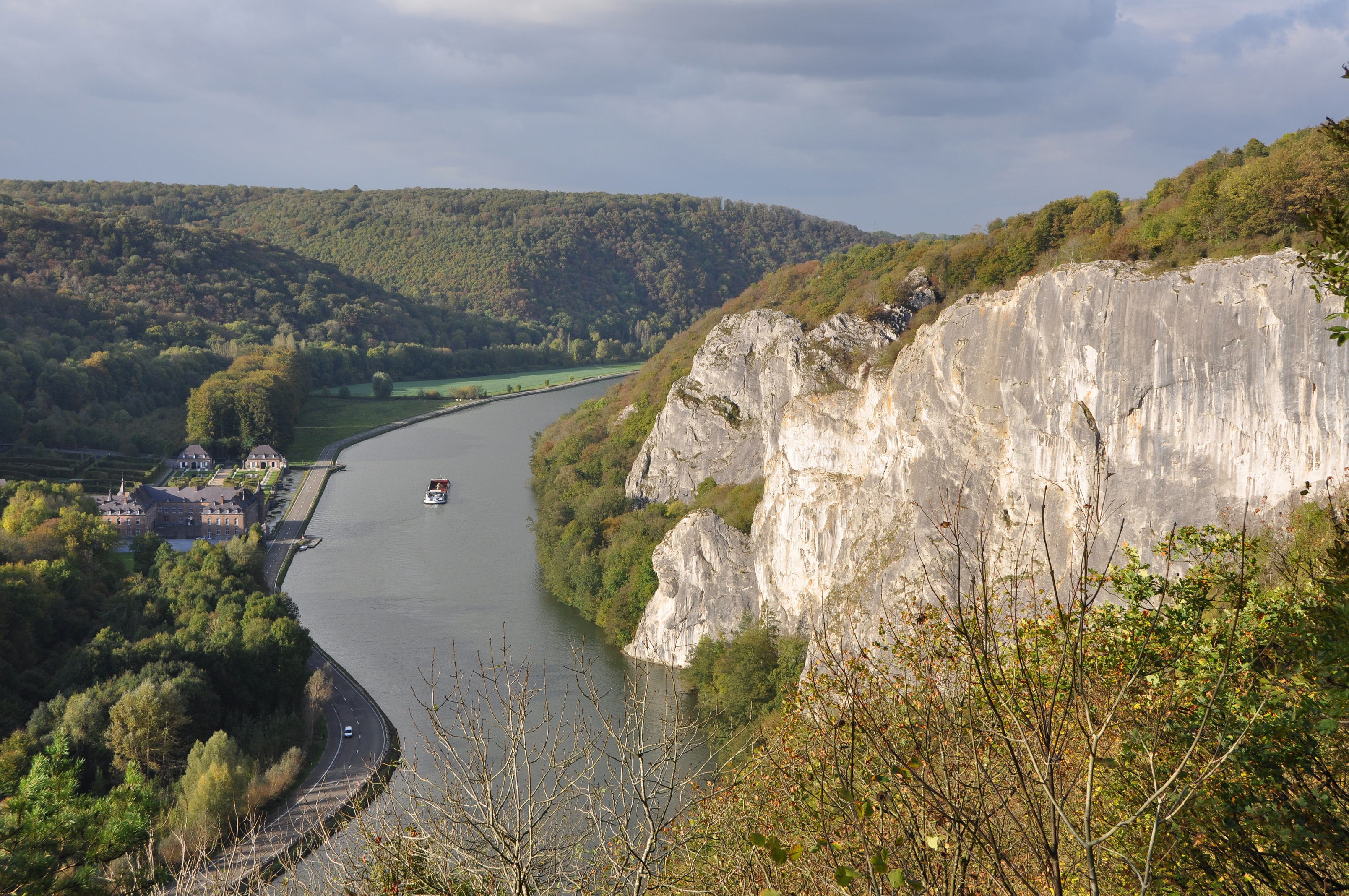
La Haute-Meuse à Freÿr (à Hastière ; rochers, château et jardins).
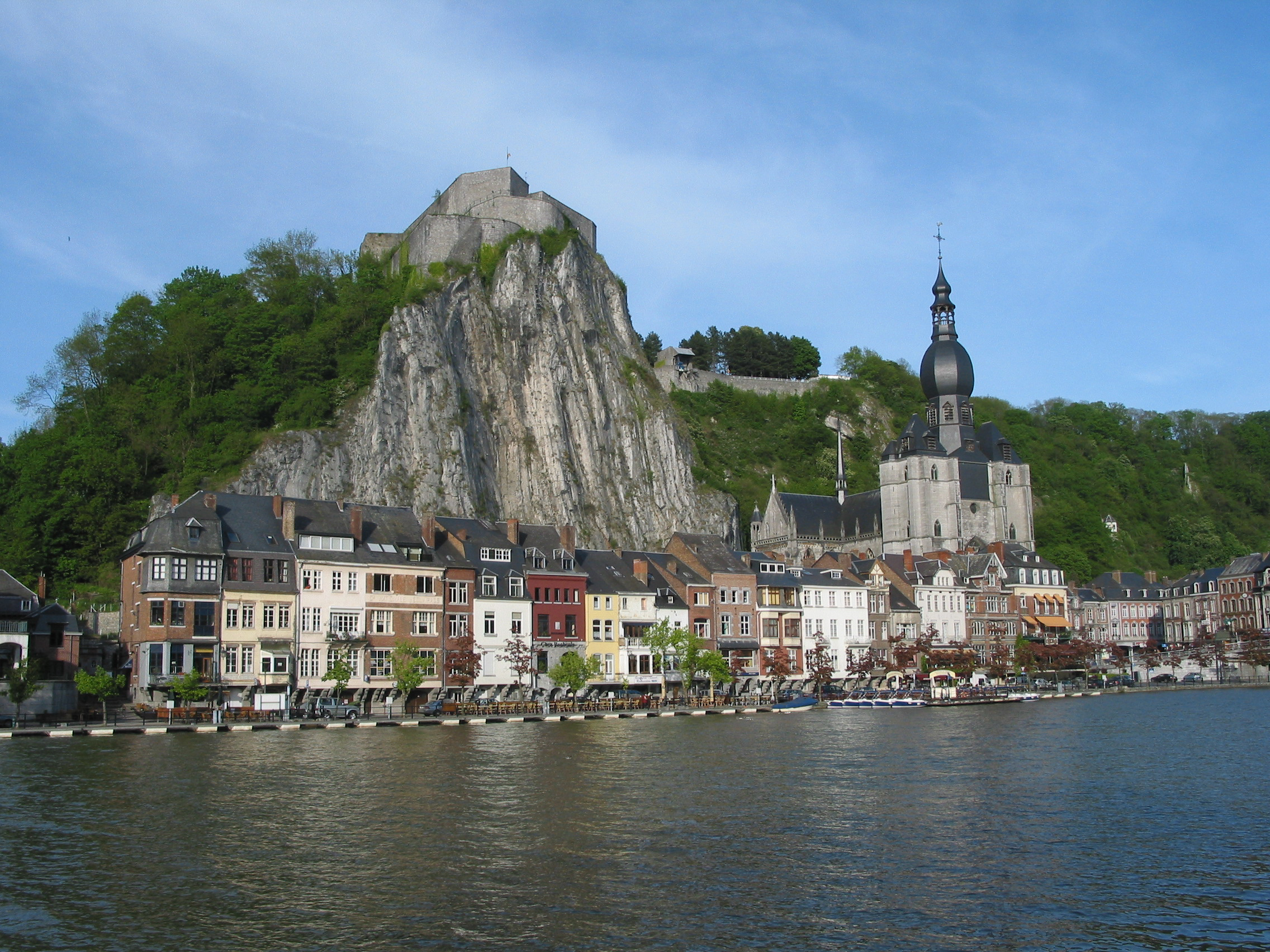
La Meuse à Dinant (citadelle et collégiale).
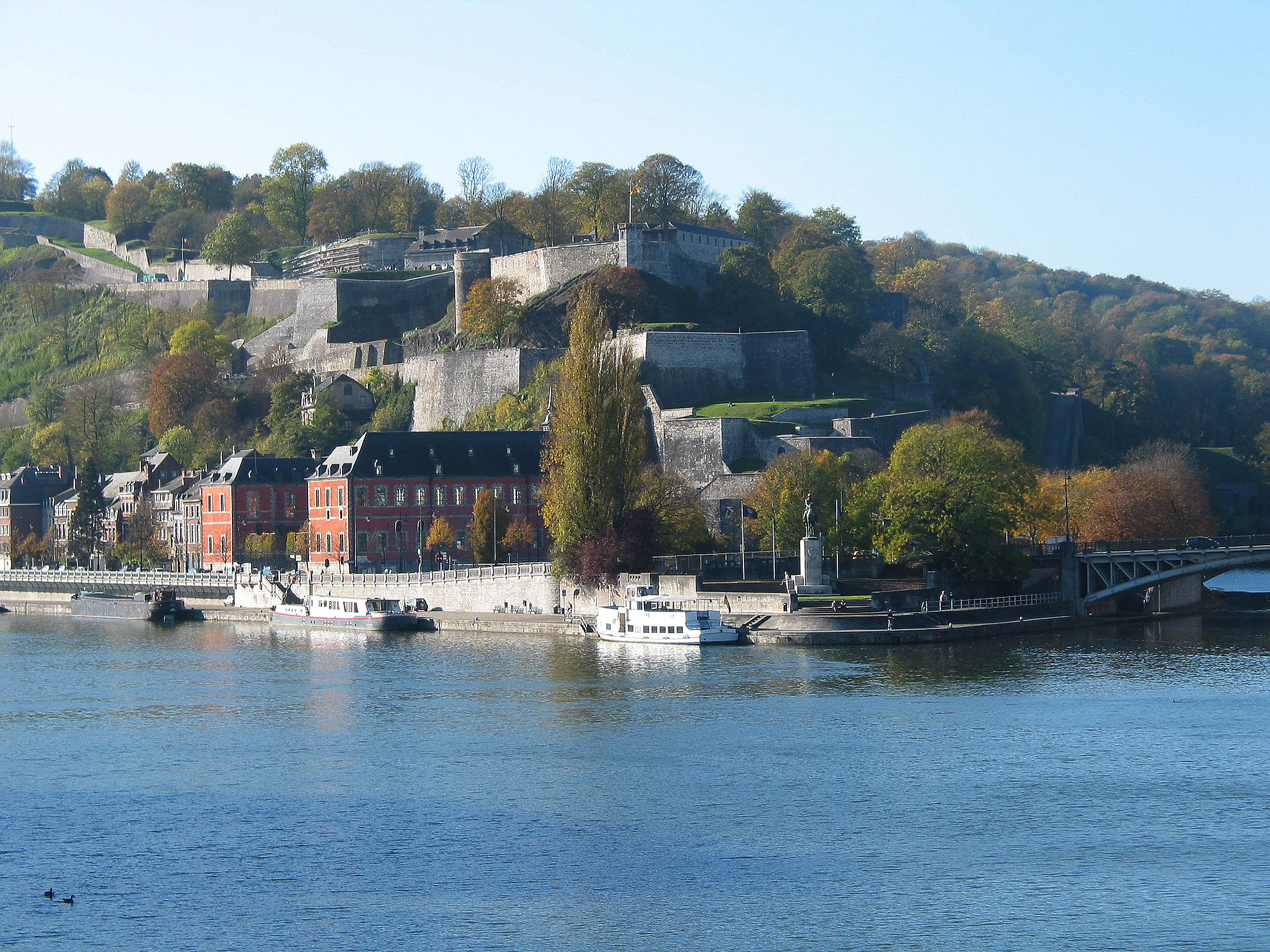
La Meuse à Namur (la citadelle au centre, au-dessous le Parlement de Wallonie, à gauche la Meuse et à droite la Sambre qui se jette dans le fleuve).
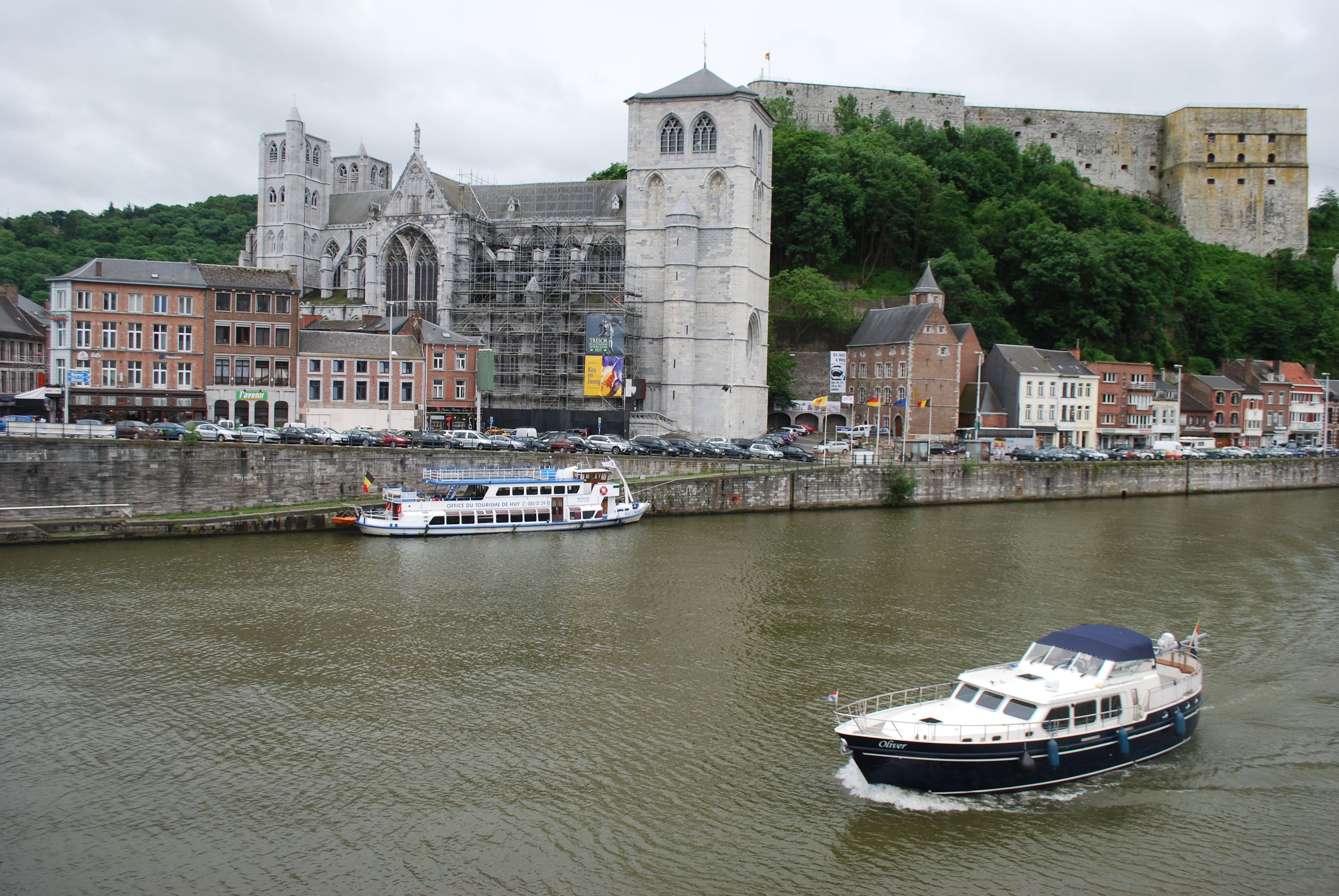
Huy Fort et Collégiale de Huy.
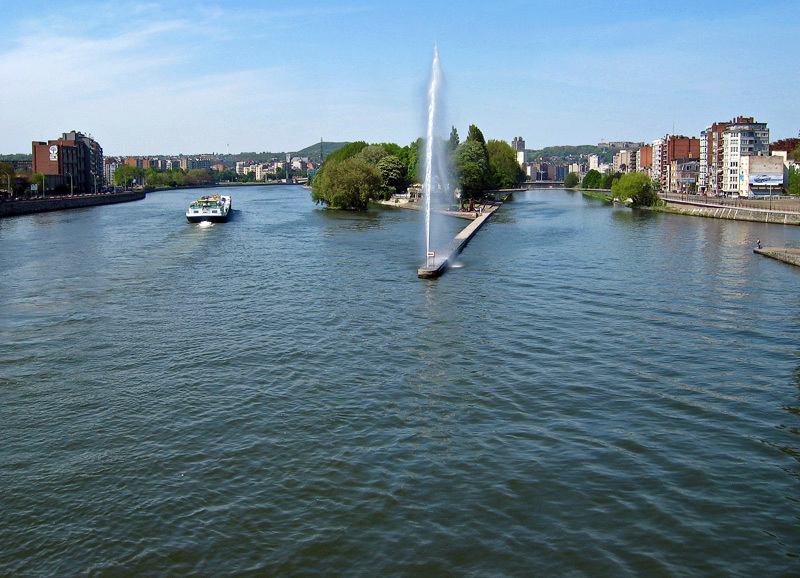
La Meuse à Liège (à gauche la Meuse, à droite la dérivation).
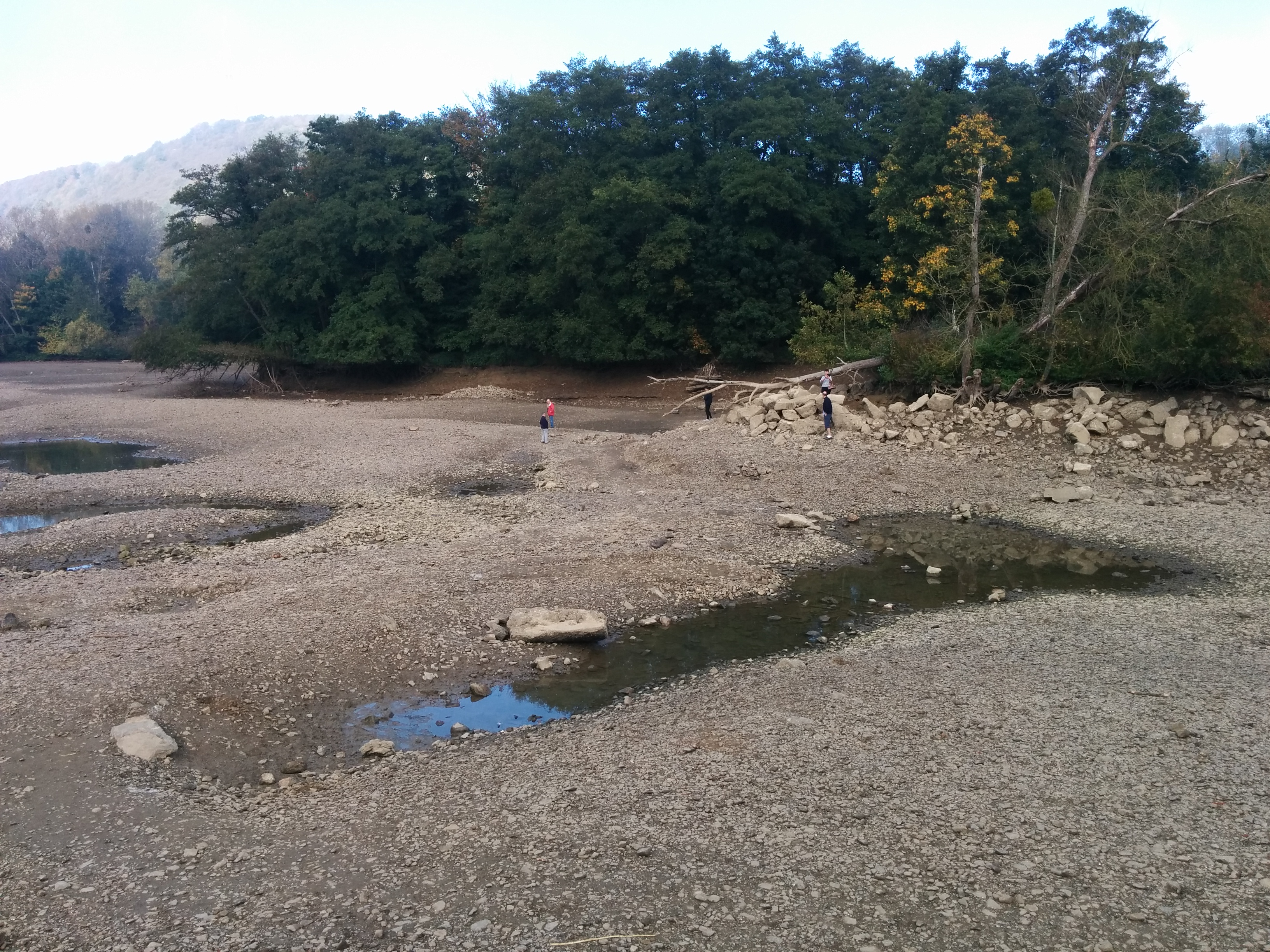
La Meuse en chômage en 2017, à la hauteur des îles de Godinne.

### La Meuse aux Pays-Bas
Après avoir commencé à faire office de frontière entre la province belge de Liège et la province néerlandaise de Limbourg à Eijsden, la Meuse arrose la ville néerlandaise de Maastricht. À partir de là, elle fait office de frontière entre la province flamande de Limbourg et son homonyme néerlandaise, jusqu'à une dizaine de kilomètres après Maaseik, où la frontière néerlando-belge s’oriente vers l'Ouest. La Meuse poursuit son cours vers le Nord, en s'orientant légèrement vers l'Est et la frontière néerlando-allemande, qu'elle suivra sur une centaine de kilomètres.
Après avoir passé à l'ouest la ville limbourgeoise de Ruremonde et traversé la ville de Venlo, elle parcourt encore une cinquantaine de kilomètres jusqu'à la frontière entre les provinces de Limbourg et de Brabant-Septentrional. Elle s’incurve pour prendre la direction de l'ouest et sert de frontière entre les provinces de Gueldre (au nord) et de Brabant-Septentrional. Un peu plus au nord, un des principaux bras du Rhin, le Waal, s'écoule plus ou moins parallèlement vers l'ouest. Le Rhin inférieur coule encore plus loin au nord.
Le Waal et la Meuse sont reliés par le canal de la Meuse au Waal au niveau de Nimègue.
Le fleuve continue à s'écouler droit vers l'ouest. Son nom change plusieurs fois, avant qu'il ne se jette dans la mer. Ces noms sont successivement :
- la Bergsche Maas ou Meuse de Bergen, elle reçoit toute l’eau de la Meuse depuis son ouverture en 1904, auparavant celle-ci s’écoulait via l’Afgedamde Maas ou Meuse barrée ;
- l'Amer ;
- le Hollands Diep qui reçoit aussi une partie des eaux du Waal via la Nouvelle Merwede, celle-ci ayant traversé en partie le Biesbosch ;
- le Haringvliet qui se jette dans la mer du Nord.

Toutefois, lorsque le débit est faible, le Haringvlietdam est fermé. Les eaux rejoignent alors la Vieille Meuse et le Nieuwe Waterweg.
Avant la réalisation du plan Delta, l'île d'Overflakkee séparait le flux en deux bras de mer : au Nord, le Haringvliet et au Sud le Volkerak, puis le Krammer et le Grevelingen. Mais aujourd'hui, avec la construction du barrage du Philipsdam, les eaux de la Meuse ne vont plus dans le Volkerak.

La Meuse aux Pays-Bas
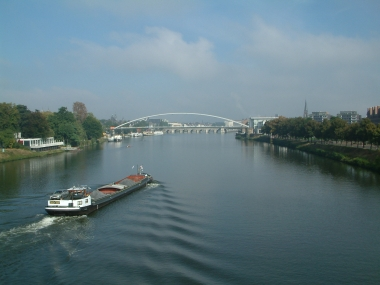
La Meuse à Maastricht.
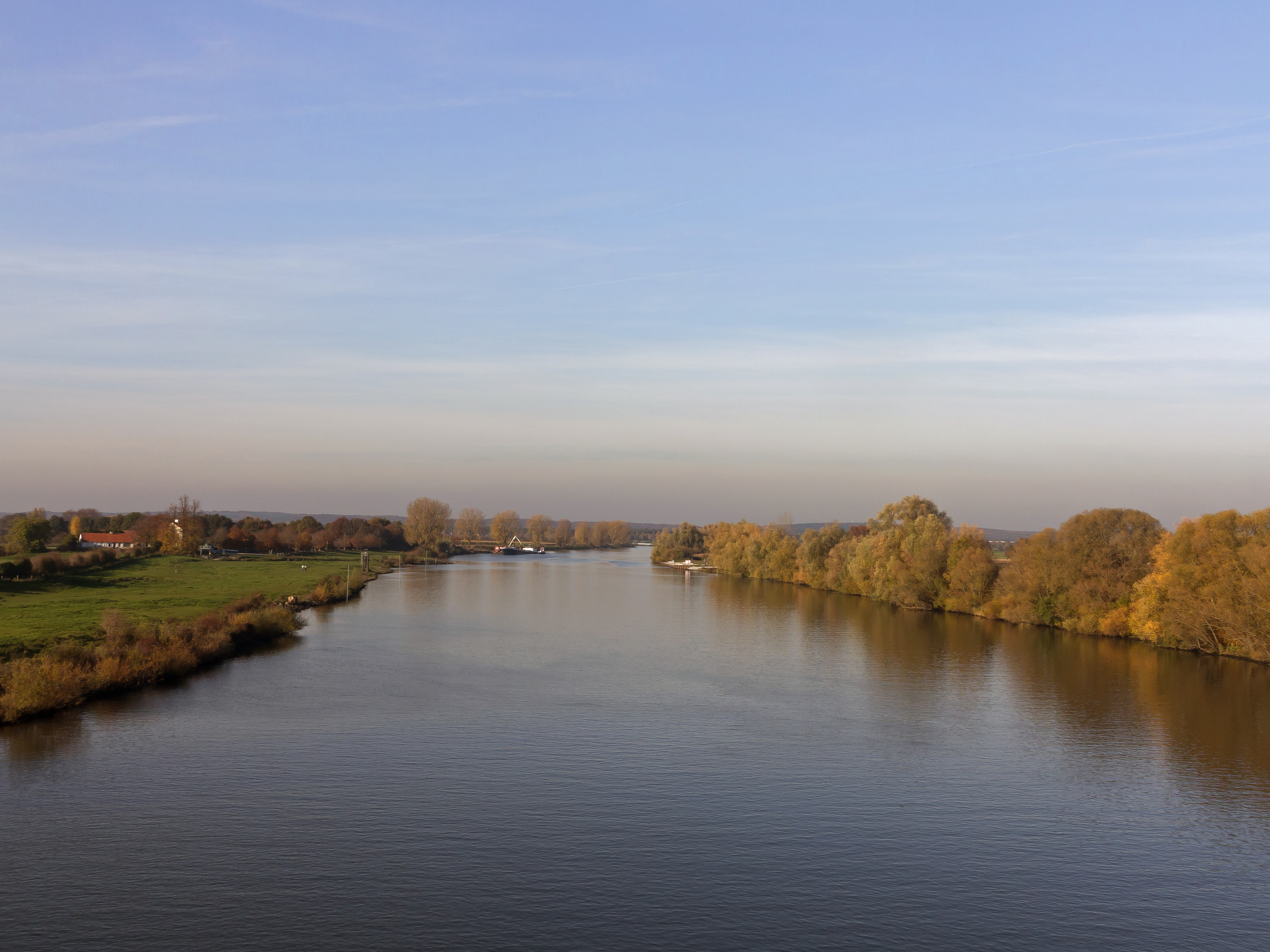
La Meuse près de Gennep.
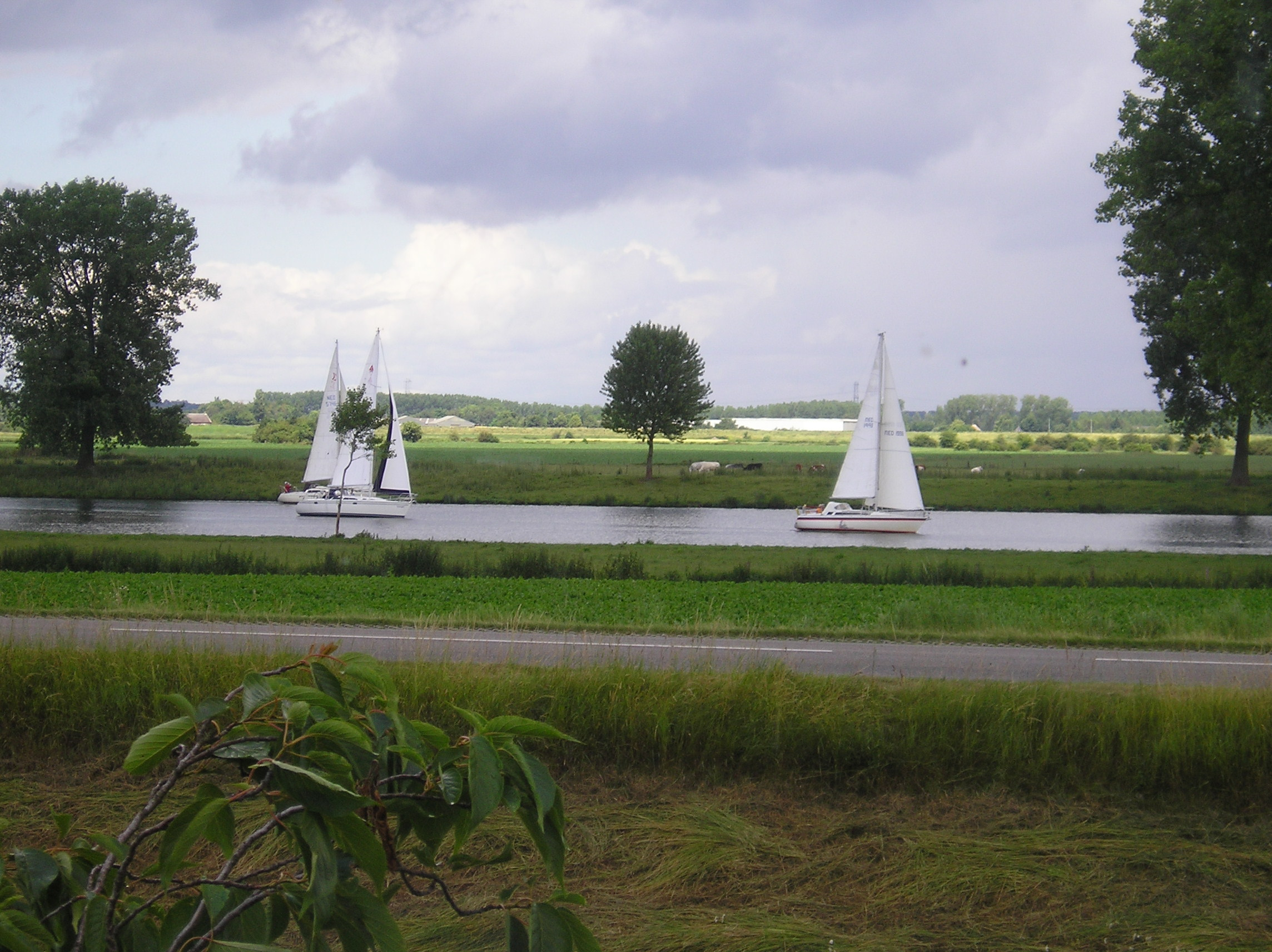
La Meuse avec des bateaux, près de Grave.
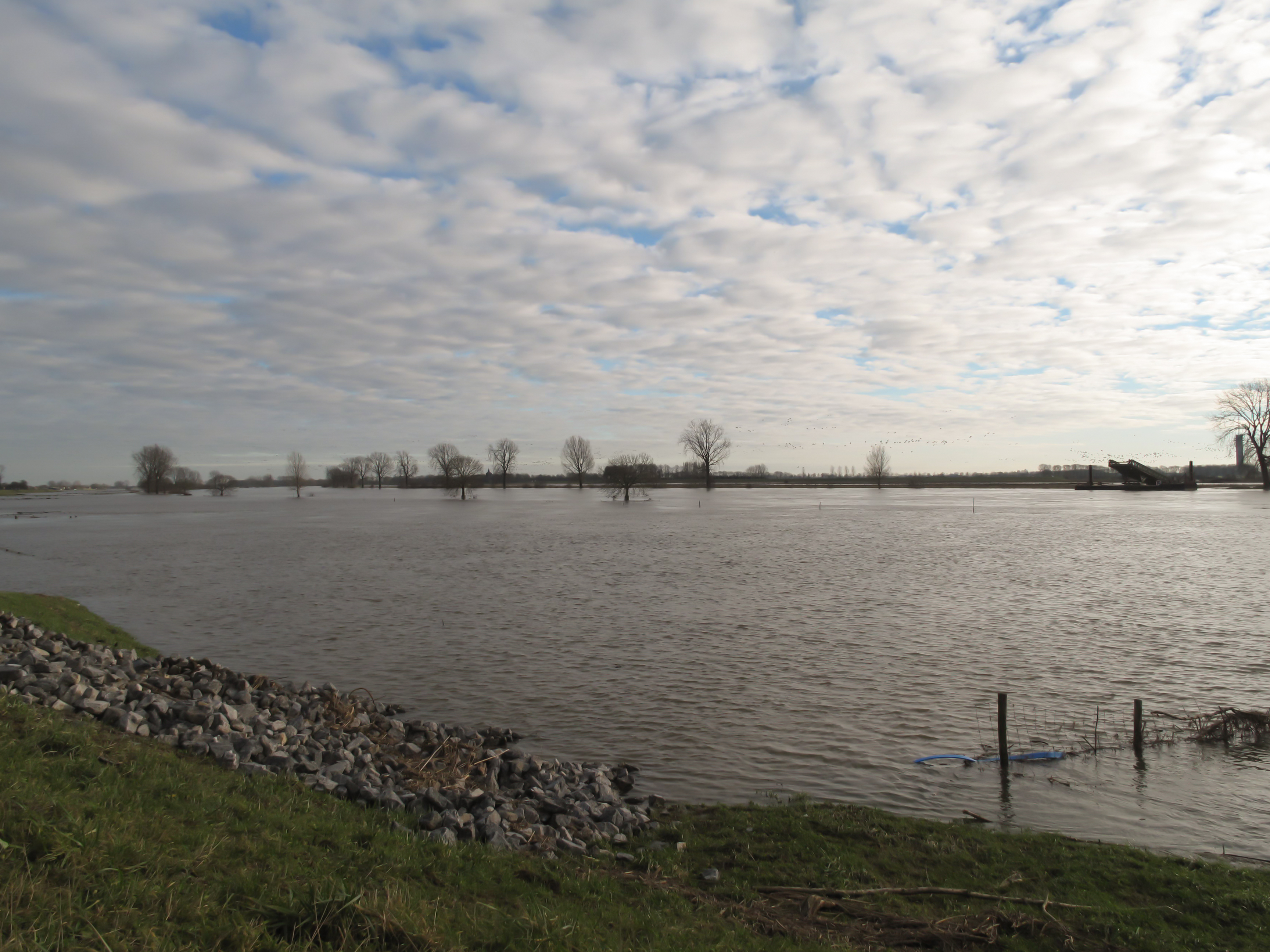
La Meuse à Appeltern.

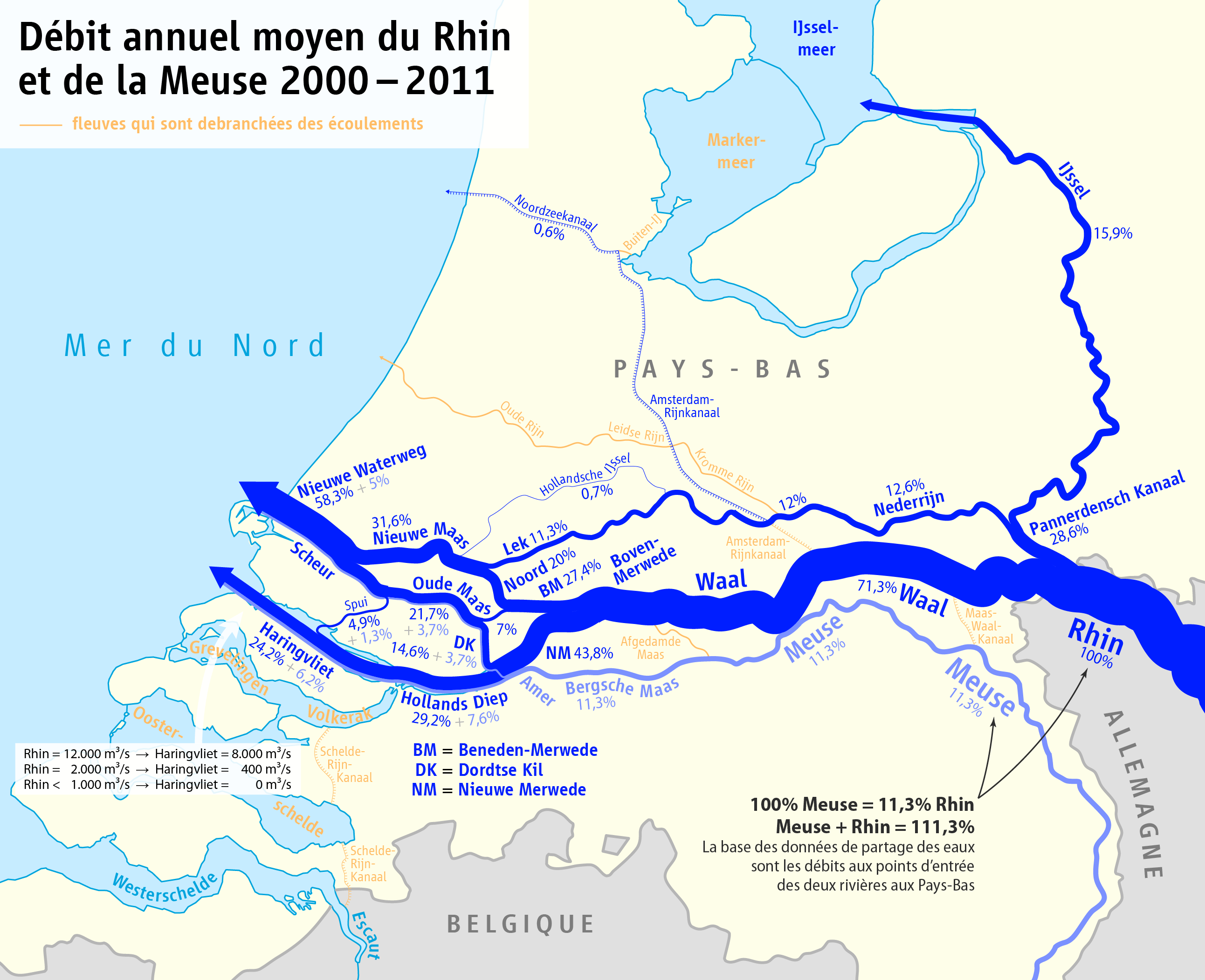
Partage des eaux du Rhin et de la Meuse dans leur delta commun.

Actuellement, l'embouchure de la Meuse est donc le bras de mer Haringvliet. Celui-ci se trouve à une distance considérable au Sud du Nieuwe Waterweg, l'embouchure principale du Rhin, qui se jette dans la mer du Nord une trentaine de kilomètres après être passé au sud de Rotterdam.
Plusieurs bras d'eau qui correspondent à l'ancien cours de la Meuse portent encore son nom, même si, lorsque le Haringvlietdam est ouvert, l'eau provenant réellement du fleuve ne les traverse plus :
- la Meuse barrée qui ne reçoit plus que les eaux de pompage des polders qui l'entourent, et se jette dans le Waal à l'endroit où il change de nom pour s'appeler Merwede supérieure ;
- la Vieille Meuse (Oude Maas) qui se sépare du Waal à l'Est de son embouchure dans le Haringvliet. Ce bras se dirige vers ce Nieuwe Waterweg ;
- la Meuse de Brielle (Brielse Maas) ;
- la Nouvelle Meuse (Nieuwe Maas) qui traverse Rotterdam. L'eau qui coule dans la Nouvelle Meuse provient en grande partie du Rhin, ce qui fait de Rotterdam une ville rhénane (Rijnstad) plutôt qu’une ville mosane (Maasstad).

L'embouchure de la Meuse forme avec celle de l'Escaut (« de Schelde » en néerlandais) et celle du Rhin un large delta, partiellement barré par les ouvrages du plan Delta, avant de se jeter dans la mer du Nord au bout d'un cours de 950 km. Toutefois les eaux de l'Escaut ne se mélangent plus à celles de la Meuse et du Rhin depuis que les îles de Walcheren et Zuid-Beveland sont devenues une presqu'île, séparant l'Escaut oriental de son alimentation historique.
La Meuse est souvent considérée à tort comme une rivière confluente du Rhin et non comme un fleuve. En particulier, elle ne fait pas partie des grands fleuves français enseignés à l'école primaire en France car elle n'y fait que la moitié de son parcours total et son bassin y est relativement étroit (pour des raisons géologiques et physiques elle ne reçoit pas un affluent important du Rhin : la Moselle), par conséquent son débit est plutôt faible. Par contre, en Belgique et aux Pays-Bas, elle est considérée comme un fleuve important, car elle sert de façon primordiale au transport de marchandises, elle a façonné l'histoire et la géographie de ces pays. Pour des raisons historiques, les géographes néerlandais considèrent même que le Rhin se jette dans la Meuse, puisque le bras principal du Rhin se nomme la Nouvelle Meuse, ce qui n'est pas justifié hydrauliquement. Par contre le plus ancien cours du Rhin, à savoir le Vieux Rhin, indiqué par une longue ligne jaune sur la carte ci-contre, qui se jette dans la mer du Nord à Katwijk (Hollande-Méridionale), ne reçoit plus rien des eaux du Rhin bien que plusieurs des villages qu'il arrose aient conservé leur nom terminé par aan den Rijn, c'est-à-dire -sur-Rhin.

### Organisme gestionnaire
L'EPAMA ou Etablissement Public d'Aménagement de la Meuse et de ses Affluents est un syndicat mixte créé en 1996}.

### Les barrages de navigation

#### Le contrat de modernisation des barrages de navigation sur la Meuse
Le 24 octobre 2013, Voies Navigables de France (VNF) a signé avec la Société BAMEO le premier partenariat public privé (PPP) sur voies navigables pour la modernisation de 25 barrages fluviaux sur la Meuse équipés de bouchures en élastomère gonflables à l’eau, en remplacement des barrages manuels à aiguilles construits en 1870.
Le contrat de PPP de 312 millions d’euros d’une durée de 30 ans porte sur la conception, la construction, le financement, l’exploitation, la maintenance et le gros entretien renouvellement des ouvrages.
Il constitue un enjeu majeur en termes de navigabilité, de sécurité et de biodiversité.

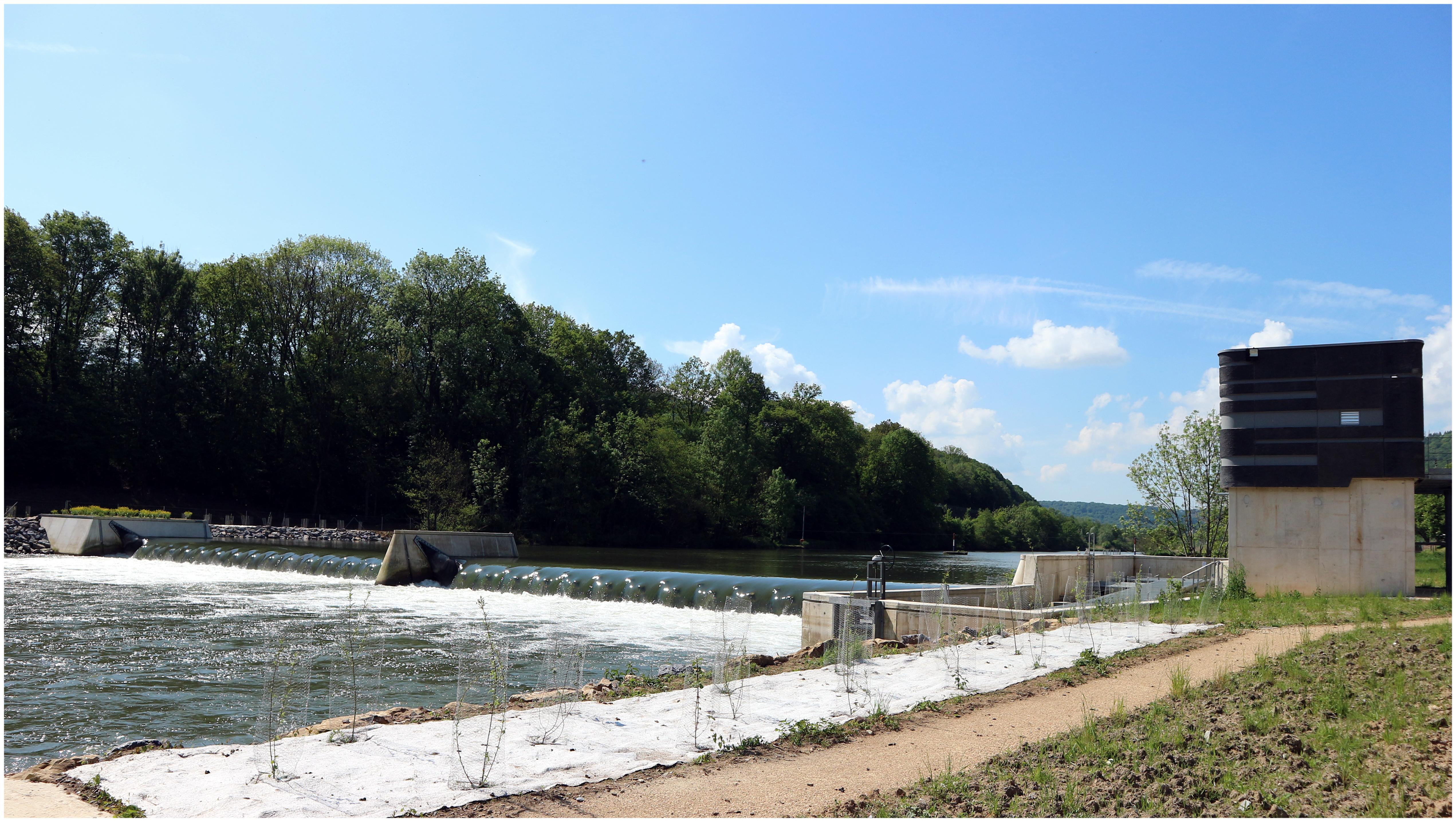
Barrage à Joigny-sur-Meuse.

L’automatisation des barrages permet de sécuriser le travail des techniciens et de réguler la ligne d’eau pour la navigation. La modernisation des barrages s’accompagne du rétablissement de la continuité écologique des cours d’eau grâce à la construction de passes à poissons sur chacun des ouvrages ainsi que de la production d’énergie verte avec la création de trois centrales hydro-électriques à Givet, Ham-sur-Meuse et Fumay et la mise en conformité de la microcentrale de Revin (anciennement FHYM- Forces Hydrauliques de la Meuse).

## Présentation
Le bassin versant de la Meuse a une superficie de 36 000 km2, dont un tiers en Région wallonne : un accord a été signé en 2002 (Accord international sur la Meuse ou accord de Gand) par la France, la Région flamande, la Région wallonne et la Région Bruxelles-Capitale (trois entités fédérées de Belgique), le grand-duché de Luxembourg, les Pays-Bas et l’Allemagne en vue de gérer toutes les questions relatives à ce cours d’eau, jusque dans la manière dont les autorités politiques concernées s’entendent pour en préserver les intérêts qu’elles partagent. La carte jointe à l'accord ne mentionne d'ailleurs pour la Belgique que ces entités, même si les parties contractantes ont tenu ensuite, pour des raisons formelles, à ce que l’État belge y figure aussi.
La Meuse a constitué l’une des frontières entre le Saint-Empire romain germanique et la France au Moyen Âge et l'est restée dans les faits jusqu'au XVIIe siècle.
Par ailleurs, ce fleuve est considéré comme étant le plus vieux fleuve du monde. Le fait que la Meuse traverse le massif ardennais, formé durant le Paléozoïque, explique pour partie cette interprétation.
L'historien Marc Suttor considère que le fleuve au Moyen Âge, de Sedan à Maastricht, se comparait en importance par le trafic à la Seine et au Rhin, fleuves qui permettent encore aujourd'hui l'acheminement des marchandises vers les trois ports fluviaux les plus importants d'Europe, Paris, Duisbourg et Liège.
La Meuse a fait l'objet d'un documentaire, Les gens du fleuve, réalisé en 2012 par Xavier Istasse.

## Affluents
La Meuse traverse des régions très arrosées, notamment le massif des Ardennes, et possède des affluents nombreux et souvent abondants mais assez courts. Ses principaux affluents sont : la Saônelle, le Mouzon, le Vair, la Chiers, la Semois, la Lesse, le Bocq, le Hoyoux, l'Ourthe et la Rour sur la rive droite, la Bar, la Sormonne, le Viroin, la Molignée, la Sambre, la Mehaigne, le Rida et le Geer sur la rive gauche.

## Écologie
La Meuse a été très artificialisée sur une partie de son parcours par des barrages et des berges artificielles et un contrôle de son niveau.
Au XXe siècle, hormis dans les bras de l'ancienne Meuse très en aval, les saumons y sont devenus rares et les truites également. Un projet de restauration du saumon a lieu (Projet Meuse Saumon 2000).
Certaines sections étaient très polluées (biologiquement presque désertes ou colonisées par quelques organismes très résistants à la pollution, dont tubifex et larve d'un chironome), et les mises en chômage du fleuve (ouverture des barrages pour entretien) mettaient à nu une grande partie des fonds et berges en y tuant de nombreux organismes aquatiques. Juste en aval des barrages, de grandes quantités d'organismes profitaient de la réoxygénation de l'eau et pouvaient être présents en très grande quantité (par exemple H Damas décrivait en 1941 les fonds pierreux situés en aval des barrages de la Meuse belge (où l'eau se réoxygène) comme grouillante de milliers d'individus de trois espèces de gammares (Rivulogammarus puler, Echinogammarus berilloni et Carinogammarus roeselli) y grouillent). D'autres curiosités sont également signalées au début du XXe siècle par l'inventaire biologique, dont :
- Branchiura sowerbyi (Beddart), vers oligochète un peu plus gros qu'un tubificide, de 6 à 13 cm, et d'un peu plus d'un mm de diamètre, dont la queue se termine par un plumeau aplati faisant fonction de branchie, qui vit dans les racines ou dans un tube vertical qu'il creuse dans la boue voire dans l'argile compacte[19] ;
- Urnatella gracilis (Leidy)[19].

Depuis, le Castor fiber recolonise progressivement les berges de la Meuse depuis quelques décennies (sans y construire de barrages de castors en raison de la profondeur de l'eau).
On a montré en Belgique que la diversité et les patrons (patterns) génétiques de plantes qu'on pensait uniquement ou principalement hydrochores ne confirmaient pas l'hypothèse d'un flux descendant très marqué, soit (conclut l'étude) parce qu'on a sous-estimé l'importance d'un transport de graines vers l'amont (par zoochorie a priori) pour ces plantes (ex : Rorippa sylvestris, une sorte de cresson sauvage), soit que des phénomènes récurrents d'extinction/recolonisation de sous-populations au sein de la métapopulation aient fortement hétérogénéisé cette flore, ces deux explications pouvant s'additionner.
La biodiversité de la Meuse est partiellement protégée par la création du parc naturel régional des Ardennes qui se traverse par la voie verte Trans-Ardennes.

## Hydrologie

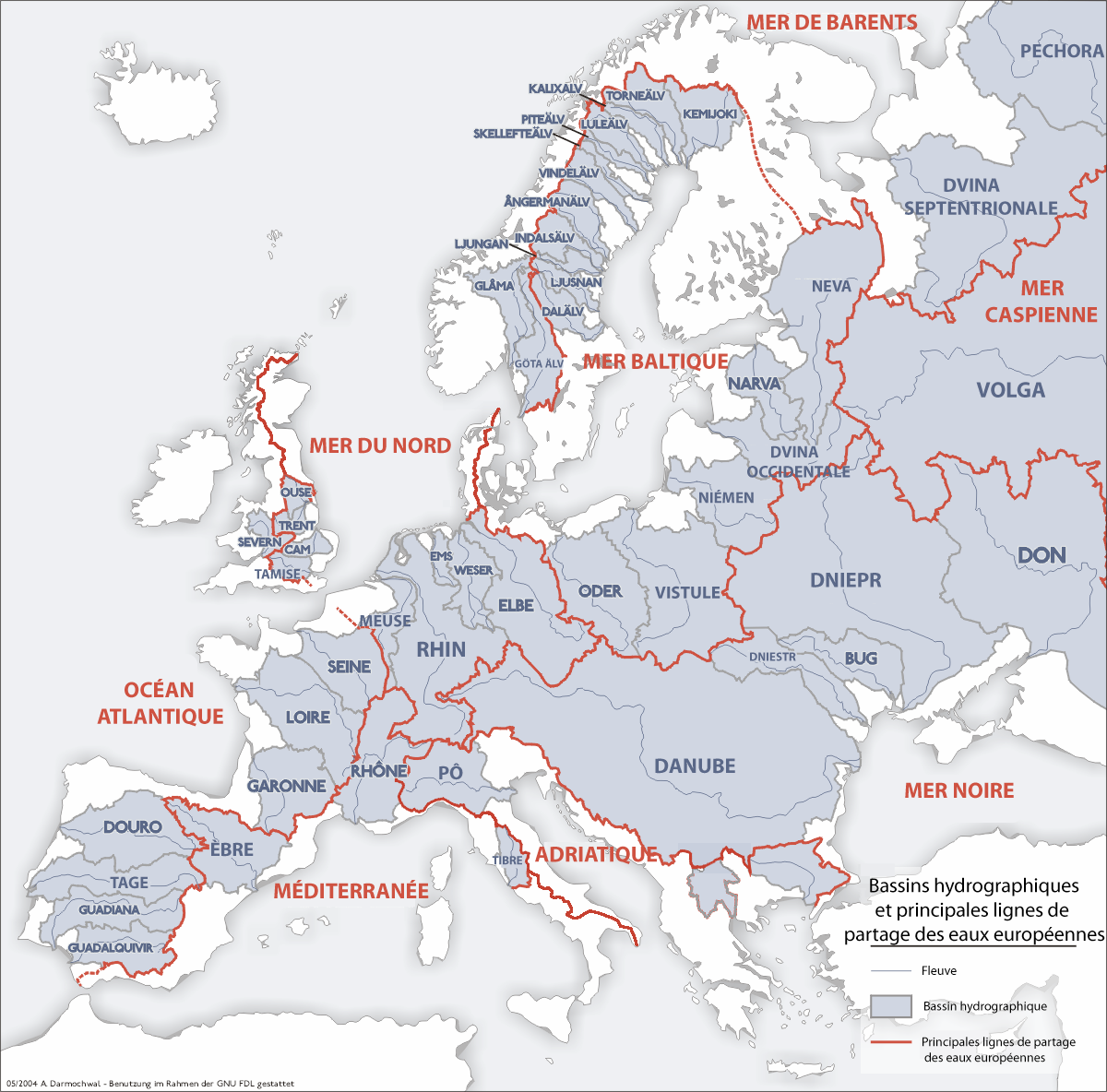
Les lignes rouges correspondent aux principales lignes de partage des eaux européennes.

Le fleuve suit d'abord son cours naturel, soumis à des étiages bas et des crues importantes et n'est plus navigable que par portions.
Plus en aval, toujours sur le territoire français, il est canalisé — en empruntant parfois la branche nord du canal de l'Est.
Après Saint-Mihiel, il permet le gabarit Freycinet (250 tonnes à 1,80 mètre d'enfoncement). À partir de Givet, il devient navigable pour les péniches de 1 350 tonnes.
Puis du port autonome de Liège jusqu'à Rotterdam, il admet des bateaux de type rhénan (2 500 tonnes) et des barges 2 × 4 500 tonnes.
Le canal des Ardennes relie la Meuse à l'Aisne et donc à la Seine.
Le canal Albert relie la Meuse (à partir de Liège) à l'Escaut (et Anvers), en passant par le bouchon de Lanaye.
Le projet avorté du canal de l'Ourthe prend également naissance à Liège. Il devait initialement permettre d'atteindre le bassin rhénan et desservir l'actuel Luxembourg grâce à une liaison Meuse-Moselle.
La Meuse est parcourue par de nombreuses embarcations de plaisance. Ses profonds méandres lors de la traversée du massif des Ardennes sont autant de lieux touristiques.
Une grande crue eut lieu en janvier et mars 1910, elle a dépassé celle de 1886 à Nouzon.

## Les débits

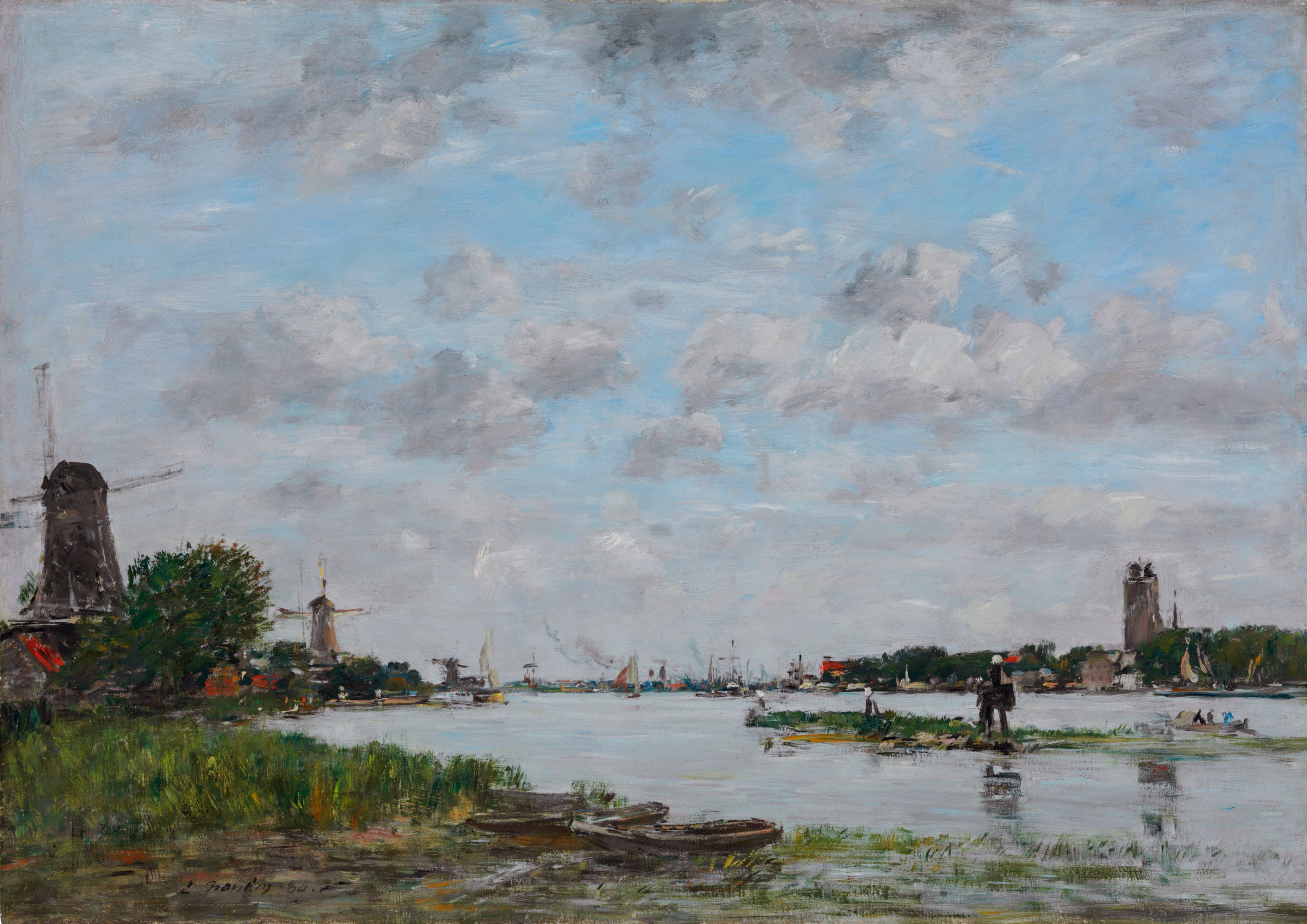
Dordrecht, la Meuse
Eugène Boudin, 1884
Collection privée, Vente 2012

- Le débit de la Meuse à Domrémy-la-Pucelle, avant la confluence avec le Vair, est de 13,3 m3/s. L'apport des 5 m3/s du Vair fait passer ce débit à 18,5 m3/s, et la Meuse devient dès lors un cours d'eau d'importance moyenne. Son débit passe à 21,2 m3/s à Vaucouleurs[22], 24,2 à Commercy[23], 30,5 à Saint-Mihiel[24], 47,3 à Stenay[25], plus de 80 à Sedan et 107 à la sortie de Charleville-Mézières[26].
- Le débit moyen observé à Heer (commune d'Hastière), peu en aval de Givet, à la frontière franco-belge, entre 1995 et 2004 est de 163,2 m3/s, avec un maximum moyen de 221,0 m3 en 2001, et un minimum moyen de 100,3 en 1996[27].
- Le débit moyen à Namêche, peu en aval de Namur, observé durant la même période 1995-2004, est de 210,8 m3/s, avec un maximum moyen de 297,1 m3 en 2001, et un minimum moyen de 122,0 en 1996.

### Les débits à la frontière franco-belge
La Meuse n'est pas un fleuve très régulier. Son débit a été observé durant 56 ans (1953-2008), à Chooz, localité du département des Ardennes située en amont de la ville de Givet, c'est-à-dire à peu de distance de la frontière franco-belge. La surface ainsi étudiée est de 10 120 km2, mais ne comprend pas les bassins de la Houille, de l'Alyse et de quelques autres ruisseaux.
Le module du fleuve à Chooz est de 144 m3/s (non compris les débits de la Houille, de l'Alyse, etc.).
La Meuse présente des fluctuations saisonnières de débit bien marquées. Les hautes eaux se déroulent en hiver et au tout début du printemps, et se caractérisent par des débits mensuels moyens allant de 225 à 277 m3/s, de décembre à mars inclus (avec un maximum en février). À partir du mois d'avril, le débit diminue rapidement jusqu'aux basses eaux d'été qui ont lieu de juin à octobre, entraînant une baisse du débit mensuel moyen jusqu'au plancher de 51,4 m3 au mois d'août et 50,5 m3 au mois de septembre. Mais ces moyennes mensuelles cachent des fluctuations plus prononcées sur de courtes périodes ou selon les années.
Aux étiages, le VCN3 peut chuter jusque 11 m3/s en cas de période quinquennale sèche, ce qui peut être considéré comme sévère pour un aussi puissant cours d'eau.
Les crues peuvent être extrêmement importantes. Les QIX 2 et QIX 5 valent respectivement 690 et 950 m3/s. Le QIX 10 est de 1 100 m3/s, le QIX 20 de 1 300 m3, tandis que le QIX 50 se monte à 1 500 m3/s. Ce qui signifie par exemple que tous les 50 ans (en moyenne), il faut s'attendre à une crue de l'ordre de 1 500 m3/s, ce qui correspond au débit moyen du Rhône à Valence après avoir reçu les eaux de l'Isère.
Le débit instantané maximal enregistré à Chooz a été de 1 610 m3/s le 30 janvier 1995, tandis que la valeur journalière maximale était de 1 560 m3/s le même jour. Si l'on compare la première de ces valeurs à l'échelle des QIX du fleuve, l'on constate que cette crue était nettement supérieure au niveau cinquantennal défini par le QIX 50, et donc tout à fait exceptionnelle.
La Meuse est un fleuve abondant. La lame d'eau écoulée dans cette partie essentiellement française de son bassin versant est de 452 millimètres annuellement, ce qui est nettement supérieur à la moyenne d'ensemble de la France (320 millimètres). Le débit spécifique (ou Qsp) atteint 14,3 litres par seconde et par kilomètre carré de bassin.

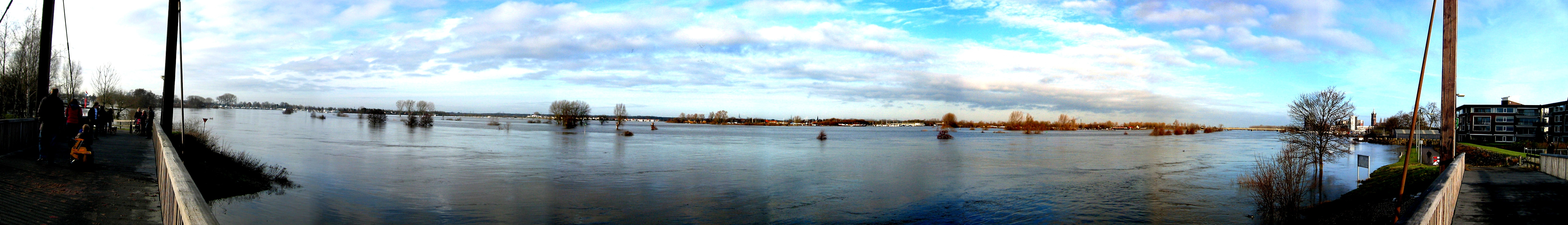
La Meuse en crue à Ruremonde (Pays-Bas) en janvier 2011.

## Géomorphologie et évolution du lit
La traversée du sud au nord du massif ardennais par le cours de la Meuse est une particularité remarquable de ce fleuve.
Habituellement, les cours d'eau partent d'un massif pour rejoindre la plaine et ensuite la mer.
Le creusement de cette vallée est dû à une chronologie particulière des évènements géomorphologiques de la région :
- durant l'Oligocène, il y eut une ouverture du fossé rhénan accompagnée d'une surrection (soulèvement) de ses épaulements, la Forêt-Noire et les Vosges. À partir des Vosges s'organise un réseau hydrographique : Meuse, Moselle, Meurthe (la Moselle était, il y a plusieurs millions d'années, un affluent de la Meuse, se jetant dans ce fleuve à hauteur de Pagny-sur-Meuse qui a subi une capture au profit du Rhin) ; l'ancien cours a permis la construction du Canal de l'Est entre Toul et Pagny-sur-Meuse ;
- il y a plus d'un million d'années, l'Aire passait à Dom-le-Mesnil et suivait l'actuel cours de la Meuse entre Dom-le-Mesnil et Nouzonville, incluant les méandres de Charleville-Mézières[30] (La Warenne et Montcy-saint-Pierre). La Meuse passait à Gespunsart et Neufmanil par une vallée fossile où passent actuellement la Vrigne et la Goutelle et formait son confluent avec l'Aisne à Nouzonville[30], après  Dom-le-Mesnil. Il y a 900 000 ans, l'érosion de la rive gauche concave a fini par faire se rejoindre le méandre de la Meuse et le méandre de l'Aisne : la Meuse a alors fait sa nouvelle confluence avec l'Aisne à Dom-le-Mesnil et a abandonné son ancien cours par Gespusart et Neufmanil[30]. Par la suite, l'Aisne a été capturée à son tour, abandonnant son cours en une vallée fossile où coule actuellement la Bar. Cet ancien cours a permis de tracer le canal des Ardennes ;
- au cours de ces derniers millions d'années, par flambage de la croûte, le massif ardennais s'est soulevé, là où passait déjà la Meuse. Cette surrection lente (moins d'un millimètre par an) a néanmoins permis au fleuve de conserver par érosion son niveau de base en creusant au fil des années une profonde vallée dans le massif des Ardennes. Cela explique la profondeur du ravinement que représente la vallée de la Meuse dans les Ardennes ;
- le soulèvement se poursuit encore à l'Holocène (actuel).

Cela explique comment ce cours d'eau a pu garder sa pente alors que le relief l'entourant a pris une pente inverse. Par exemple, la Sormonne et ses affluents de la rive gauche (l'Ormeau, le rau de Bassigny, le rau de Charoué, le ruisseau de la Bassée) coulent dans une direction générale inverse à celle de la Meuse.
La Meuse commence à pénétrer le massif à la sortie de Charleville. Le « chemin sous les roches » constitue le premier escarpement après plusieurs centaines de kilomètres de plaine, où la Meuse contourne le « Mont-Olympe ». Arrive ensuite la boucle de Montcy puis Aiglemont : c'est là que commence vraiment ce que les locaux appellent « la Vallée ». La rivière est à 139 m d'altitude et le relief autour à 190 m. À Revin, la Meuse est descendue à 120 m et le relief autour est monté à 420 m. À Givet, la Meuse est à 95 m et le relief n'est plus qu'à 170 m. Toutefois, les escarpements de la vallée se poursuivent à Dinant et Namur.

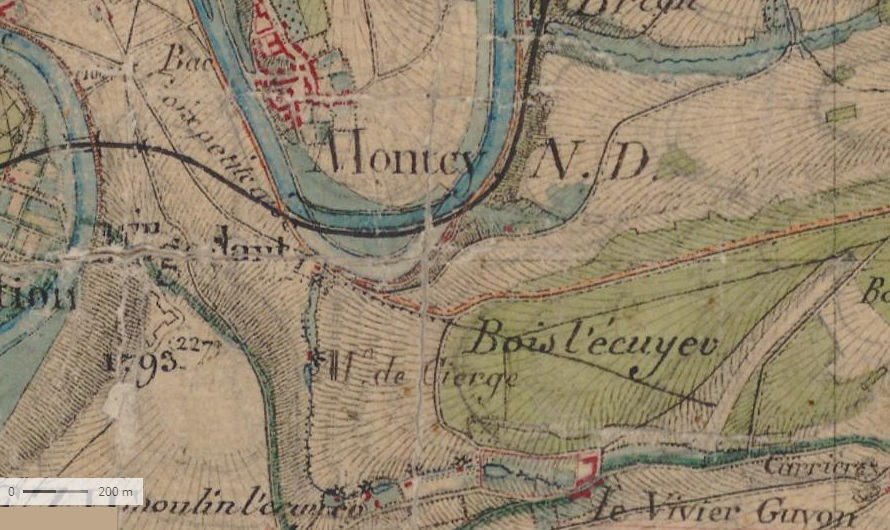
Au sud de Montcy-Notre-Dame, on observe le cours actuel de la Meuse, la ligne de chemin de fer et l'ancien cours de la Meuse. Le ruisseau du Vivier-Guyon se jetait en angle obtus dans l'ancien cours.

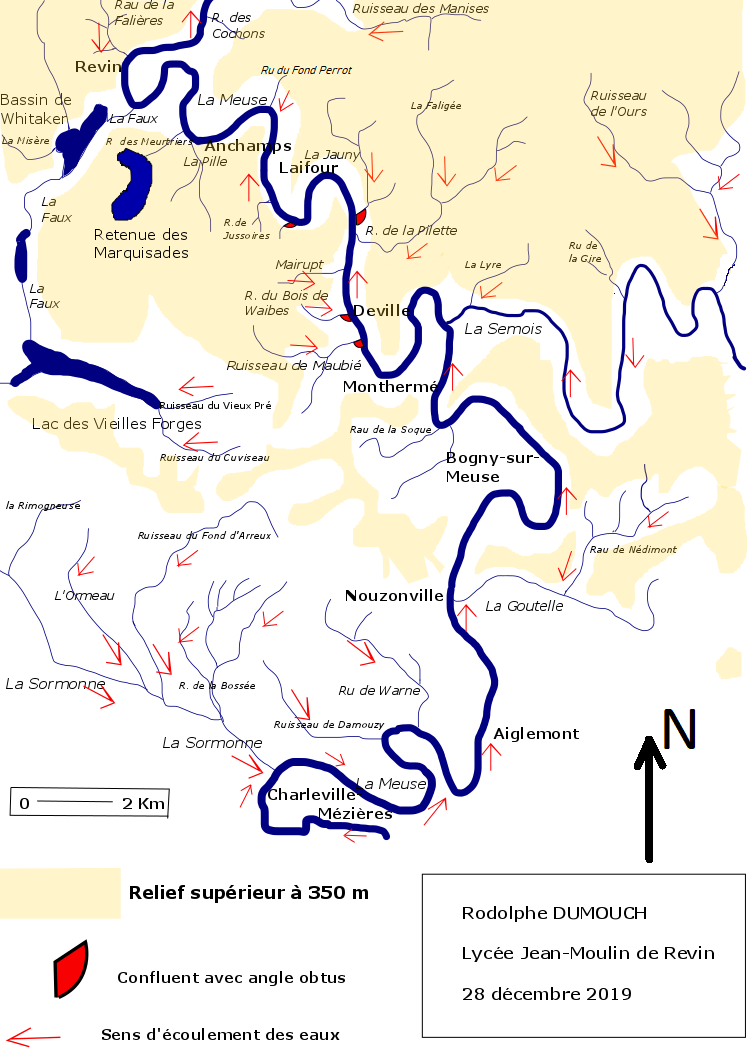
Circulation de la Meuse à contresens de ses affluents entre Charleville et Revin.

Cette traversée du massif ardennais produit, en outre, des situations étranges dans le réseau hydrographique, avec des affluents qui coulent en sens inverse de la Meuse. Avant même Aiglemont, face à Montcy-Notre Dame, en rive droite, le ruisseau du Vivier-Guyon formait un angle obtus avec la Meuse, c'est-à-dire qu'il se jette « à l'envers » dans la Meuse. Cette étrangeté est visible sur les cartes de Cassini et d'État-Major ; toutefois, le cours de la Meuse ayant été modifié lors de la formation du chemin de fer vers Nouzonville (la carte d'État-Major présente l'ancien et le nouveau cours), il n'est plus observable aujourd'hui.
À Deville, en rive gauche, le ruisseau du Bois de Waibes forme un confluent en angle obtus avec la Meuse ; le ruisseau de Maubié s'approche de la Meuse aussi en angle obtus mais il est canalisé ; toutefois, sur la carte d'état major, il formait un confluent en angle obtus. En rive droite, à Laifour, la source ferrugineuse donne naissance à un ruisseau qui, sur ses derniers mètres, coule en sens inverse de la Meuse ; il ne forme pas de confuent du fait de la présence de la voie verte trans-Ardennes qui coupe son cours et sous laquelle il est obligé de s'infiltrer. En rive droite encore, le ruisseau de La Jauny ou de la Janny. L'hydronyme varie selon les sources. Sur les cartes IGN, on rencontre des deux formes. Il est aussi référence ici sous le nom « La janny » :  (et plus en aval où il rejoint le ruisseau de la Petite Commune) coule du nord vers le sud alors que la Meuse coule du sud vers le nord et ne se détourne vers l'ouest que sur les deux cents derniers mètres de son cours : il approche avec un angle obtus mais les derniers mètres avant le confluent, sous la voie verte, sont canalisés. Toutefois, sur la carte de Cassini comme sur la carte d'état major du XIXe siècle, c'est bien un angle obtus qui forme le confluent. En rive gauche, juste après le pont de la D1 depuis Laifour en direction de Revin, en face de la route descendant vers la voie verte trans-ardennes, un ruisseau sans hydronyme arrive dans le Meuse en s'écoulant en sens inverse et avec un angle obtus dépassant les 100 degrés d'arc. À Revin, il en est presque de même en rive gauche avec le rau de la Fallière, même si la position du confluent sur le méandre de Saint-Nicolas ne forme pas d'angle obtus.
Selon certains auteurs, cette situation est instable, le soulèvement se poursuivant encore aujourd'hui. Actuellement, la ligne de partage des eaux avec la Moselle est à 4 km du talweg de la Meuse dans le domaine du fort de Douaumont, au nord de Verdun. Plus en amont, à Ourches-sur-Meuse, la ligne de partage des eaux avec la Moselle est à seulement 800 m du cours de la Meuse. Le réseau hydrographique du bassin devrait ainsi se réorganiser au détriment de la Meuse. D'une part, la partie inférieure de son cours en France deviendrait un affluent de l'Aisne, donc de la Seine, dévié vers le sud à l'entrée de l'Ardenne par la vallée de la Bar. D'autre part, son cours supérieur deviendrait un affluent de la Moselle, et donc du Rhin, à partir du fossé de Neufchâteau.
Le cours du fleuve a varié au cours de l'histoire récente à cause de la faible altitude de la plaine aval. L'Homme est souvent intervenu.

Modification du cours de la Meuse en 1904, l'ancien lit mineur en cyan et le nouveau en bleu.

Le fleuve coulait à travers l'Oude Maasje, puis vers 1273, le lit a dévié via l'actuelle Afgedamde Maas vers le nord-ouest, jusqu'au confluent avec le Waal, cela jusqu'en 1904.
Depuis les inondations de la Sainte-Élisabeth en 1421, le Waal et la Meuse se joignaient à Gorinchem pour former le Merwede.
La Nouvelle Meuse s'est ensablée et le Nieuwe Waterweg, artificiel, a été ouvert en 1872 pour que Rotterdam puisse rester un port maritime.
Le canal de Heusden a été creusé en 1883 quand l'Afgedamde Maas a commencé à s'ensabler.
Afin de lutter contre les inondations, la Meuse a été barrée en 1904, après Well, selon les plans de Cornelis Lely et redirigée vers un nouveau bras artificiel la Bergsche Maas, qui se poursuit ensuite par l'Amer vers le Hollands Diep. La Vieille Meuse est maintenant un des bras du Rhin et ne reçoit plus d'eau de la Meuse, mais conserve son nom. La navigation reste possible entre l'Afgedamde Maas, devenu un quasi bras mort et le Rhin. La porte de garde: Kromme Nolkering peut s'abaisser en cas de nécessité, tandis que l'écluse Wilhelmine près de Giessen veille à ce que les eaux des deux fleuves soient séparées.
L'embouchure du fleuve jusqu'au XVIIe siècle, appelée la Meuse de Brielle, a finalement été barrée en 1950 et forme désormais un bras mort, la Brielse Maas.
De nos jours, une petite partie des eaux du fleuve se déverse dans le Dordtsche Kil, le reste allant dans le Haringvliet ; de là elles se déversent d'une manière artificiellement régulée, à travers le Haringvlietdam, dans la mer du Nord et dans le Spui pour rejoindre la Vieille Meuse.

## Histoire

### Une artère commerciale au Moyen Âge
Artère économique de premier ordre depuis l'Antiquité, la Meuse garda son influence dans les échanges commerciaux noués pendant la période mérovingienne, comme en témoigne la diffusion de techniques et de motifs, attestée dans les fouilles archéologiques. Au Moyen Âge, elle prolonge la voie rhodanienne, grand axe du transport fluvial de marchandises. Elle fut aussi la colonne vertébrale de l'évêché de Liège, devenu principauté épiscopale dans la seconde moitié du Moyen Âge. Ainsi l'autorité du Prince-évêque s'étendait-elle sur des faubourgs (ou des villes entières) reliés entre eux par le fleuve : Dinant, Namur, Andenne, Huy. Dans chacune de ces villes, un pont et une église dédiée à Notre-Dame percevaient un droit de passage, alimentant le trésor épiscopal.
Marc Suttor considère que le trafic sur la Meuse se compare avec celui de la Loire, de la Seine et du Rhin, notamment du vin, la principale marchandise transportée sur les grands fleuves européens au Moyen Âge et à la Renaissance, un trafic égal au XVIe siècle à la production bordelaise de vins.
Profitant de cet axe commercial, l'orfèvrerie mosane (et notamment la dinanderie, soit le travail du laiton) se développa pendant tout le Moyen Âge. La « légende historique » rapporte que la pratique de la dinanderie opposa Bouvignes à Dinant ; Philippe de Commynes l'a bien raconté dans ses chroniques et Jules Michelet en a été frappé.

### Fleuve frontière
À partir de la fin du XIIIe siècle, la Meuse a été une des Quatre Rivières définissant la limite entre le royaume de France et le Saint-Empire romain germanique. Cette limite, justifiée par le souvenir du traité de Verdun de 843, allait de la source du fleuve à la ville de Mézières et passait au milieu des principautés qu'elle rencontrait, notamment le duché de Bar. Cette frontière était une réalité mais surtout un objet de représentation, stylisant les différentes limites (fiscale, judiciaire et féodale) du royaume. Les riverains du Moyen Âge ont conscience de la divergence entre l'idée officielle d'une limite fluviale et la réalité de frontières complexes. À partir de 1390, dans les enquêtes royales, les témoins affirment que des bornes de bronze sont immergées dans le fleuve, sans que personne les ait vues. Ce mythe montre le respect qui entoure cette limite sacrée entre France et Empire.
Après l’annexion de la majeure partie de l’Alsace et des Trois-Évêchés de Metz, Toul et Verdun à la France par le traité de Westphalie en 1648, la Meuse n'était plus frontière de fait, mais elle reste une référence scolaire jusqu'au XVIIIe siècle en France. En Allemagne, le Deutschlandlied (« chant d’Allemagne »), devenu l’hymne national allemand officiel en 1922, y fait allusion. La première strophe du poème de Fallersleben fait référence à la distribution des peuples germanophones au début du XIXe siècle et l'extension de la Confédération germanique à cette époque, retirée en 1945, qui dit que l’Allemagne s’étend.
Von der Maas bis an die Memel
Von der Etsch bis an den Belt
« De la Meuse jusqu’au Niémen »,
« De l’Adige jusqu’au Petit Belt ».
Ce souvenir du Saint Empire était aussi la négation des revendications françaises sur la frontière du Rhin.

### Le sac de Dinant et de Liège
Le duc de Bourgogne Philippe le Bon prit Dinant en 1466, l'incendia et fit massacrer ses habitants en les jetant liés deux par deux dans la Meuse. Deux ans plus tard, Liège subissait le même sort. Dinant et Liège faisaient toutes les deux partie de la principauté de Liège alors que Bouvignes faisait partie du comté de Namur, déjà bourguignon. Plus qu'une querelle de clocher, il faut y voir des motifs politico-économiques dépassant largement le microcosme dinantais : qui contrôle le fleuve contrôle l'économie.

### Fleuve industriel

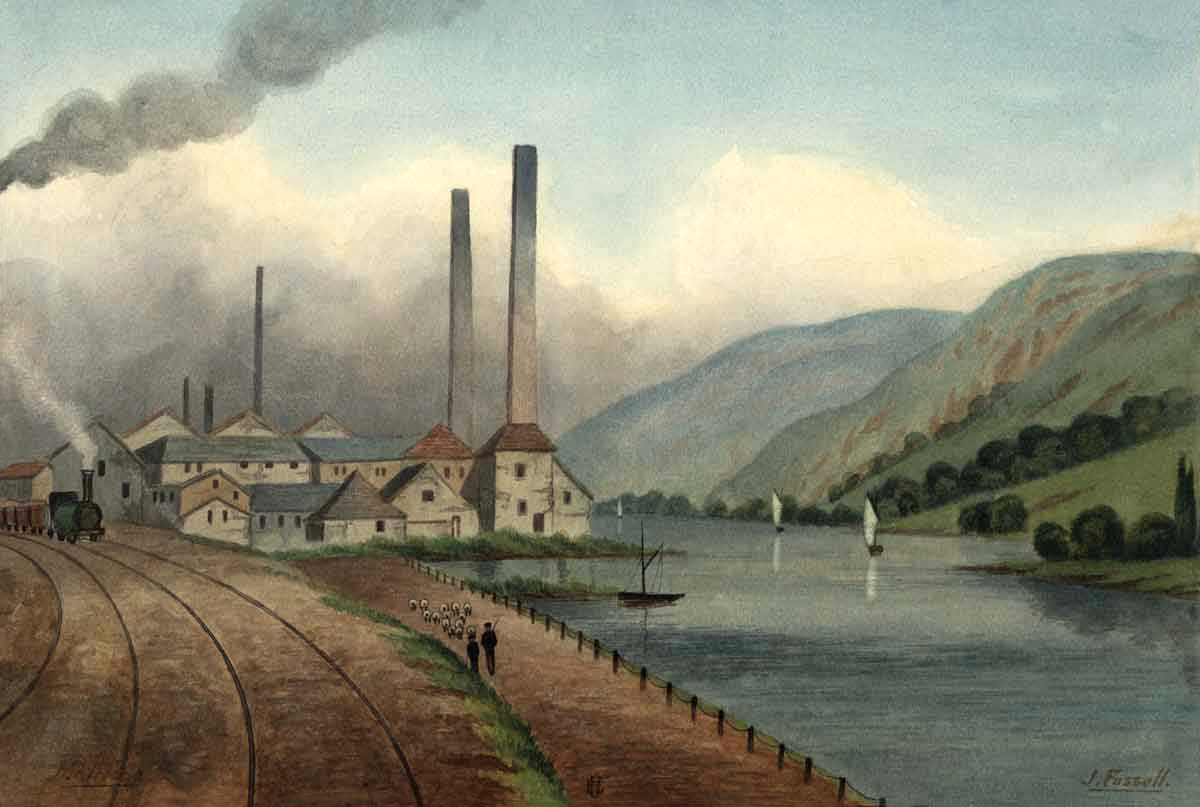
Les usines à Saint-Georges-sur-Meuse (milieu du XIXe siècle).
Aquarelle de J. Fussell.

Industrielle, la Meuse l'est déjà au Moyen Âge et certains historiens découpent ainsi une zone industrielle qui va de Dinant à Liège. Elle le deviendra encore plus avec la révolution industrielle. Les forges et fourneaux de l'Ardenne qui transformèrent le fer à partir du charbon de bois durant des siècles, vont voir leur travail transporté par des petites rivières rapides qu'ils utilisaient pour leur industrie, vers les plus grandes comme la Sambre (qui se jette dans la Meuse à Namur) et la Meuse.
Au cours d'une seconde révolution industrielle, que l'on peut faire débuter avec l'avènement de la Belgique, la deuxième puissance industrielle au monde va s'édifier, de Charleroi à Liège, à la verticale des bassins houillers anglais, du Nord français et de la Lorraine franco-allemande. Seule la Haute Meuse échappera à la fièvre houillère, supplantée par la Sambre reliant Charleroi aux débouchés de la mer du Nord. Progressivement, la sidérurgie prit le pas sur l'extraction minière en Belgique, suivant toujours les bassins de la Meuse médiane et de la Sambre.
Cette sidérurgie, aujourd'hui en déclin, subsiste toujours malgré tout et a été intégrée dans l'accord Mittal-Arcelor mais souffre de la concurrence internationale et de la crise économique de 2008.

### Le cauchemar d'août 1914
Fleuve tragique, la Meuse a été chaque fois sur le parcours des invasions et des rivalités européennes. Le 23 août 1914, les 100e, 101e, 103e, 108e, 178e, 182e régiments d'infanterie de l’armée impériale allemande, après avoir été rejetés sur la rive est de la Meuse par les soldats français de Franchet d'Esperey (parmi lesquels le lieutenant Charles de Gaulle), les rejettent définitivement sur l'autre rive. Lors de l'assaut français, réussi, la population a fraternisé avec les soldats de Franchet d'Esperey et chanté de multiples fois La Marseillaise. Comme en d'autres villes de Belgique ou de France, les Allemands sont persuadés (à tort) qu'ils ont affaire à des francs-tireurs (souvenirs du conflit de 1870, hantise qui devient hallucination). 
À Dinant, leur « fausse croyance sincère » va transformer la ville en enfer de Bosch : 
l'État-major allemand donne des ordres pour exécuter la population et incendier les habitations. Le 23 août 1914 et les jours qui suivent, 674 hommes, femmes et enfants sont exécutés par armes à feu en différents endroits de la ville. Deux tiers des habitations dinantaises sont la proie des flammes. La population civile, désarmée dès le 6 août, avait instamment été priée de ne pas s'impliquer dans le combat contre les envahisseurs (→ Sac de Dinant).

### Mai 1940
En 1939, la France a déclaré la guerre à l'Allemagne et se prépare à repousser l'invasion de celle-ci. Dans le cadre du plan défensif français, la Meuse joue un rôle important puisque c'est sur une bonne partie de son cours supérieur (en France, du confluent avec la Chiers jusqu'à Namur, en Belgique) que le Commandement Français compte arrêter les Allemands dans le cadre du plan Dyle.
Plus en aval, les Belges la défendent notamment par le fort d'Ében-Émael pour protéger Liège.
Ce fort tombera le 11 mai 1940, lendemain de l'offensive allemande ; les Belges évacueront la position fortifiée de Liège puis celle de Namur, y laissant uniquement des troupes de forteresse.
En amont, prenant de vitesse les Français, le 12 mai 1940, c'est un peu au Nord de Dinant, à Houx, que les premiers fantassins allemands traversent la Meuse. Le lendemain, les troupes allemandes de Guderian franchissent également la Meuse à Sedan provoquant la Percée de Sedan, ainsi qu'à Monthermé. Leur infanterie traverse également à Givet et Profondeville, mais échoue à Nouzonville et Charleville-Mézières avant que les Français n'évacuent leurs dernières positions sur la Meuse le 15 mai 1940, une brèche large de Namur jusqu'à l'extrémité Ouest de la ligne Maginot a été ouverte dans le front allié, que les Français ne peuvent combler faute de réserves suffisantes. Les unités blindées allemandes s'y engouffrent et atteignent la Manche près d'Abbeville le 20 mai 1940, prenant à revers les armées alliées dans le nord de la France et la Belgique. La bataille de France est déjà virtuellement perdue.

### La Meuse européenne
Un programme d'action a été mis en place pour la période 1998-2003 et en 2002, lors de la signature du Traité de la Meuse, également appelé Accord de Gand, la France, les Pays-Bas, la Belgique et le Luxembourg ont marqué leur coopération sur la cogestion du fleuve avec les deux États et les deux Régions belges. Les projets incluent le retour des grands salmonidés dans le bassin et la restauration progressive de la libre circulation des poissons dans tout le Benelux,,, alors qu'une Directive européenne (Directive cadre sur l'eau, ou DCE) demande le retour du Bon état écologique en 2015 (sauf dérogations à justifier).

## Culture

### L’art mosan
La Meuse, qui traverse l'Est de la Belgique de part en part, a donné son nom à l’art mosan qui regroupe un ensemble de productions d'inspiration carolingienne, réalisées principalement dans l'ancien diocèse de Liège (400-1559), entre le Saint-Empire romain germanique et la France de 900 à 1600, et qui permet de mettre en perspective l'Histoire de la Wallonie et de la Principauté de Liège dans une longue durée culturelle avec l'architecture et les belles collégiales d'Hastière, de Nivelles, de St-Barthélémy à Liège, le travail du bois, de l'ivoire, des métaux (les fonts baptismaux de St-Barthélémy, la dinanderie, par exemple).
Un exemple en est la Crucifixion en calcaire sculpté, de la fin du Xe siècle, provenant de Berne et conservé à Fribourg, dans laquelle le Crucifié tient la tête droite.

### Colonie d'Anseremme
La colonie d’Anseremme est un groupe de peintres et d'écrivains belges qui se réunissent au XIXe siècle dans le village pittoresque d'Anseremme, près de Dinant, en bord de Meuse, pour échanger sur la notion d’art. Parmi eux, on compte Félicien Rops, Hippolyte Boulenger, Charles De Coster, Camille Lemonnier, etc.

### Hommages littéraires
Charles Péguy a mis ces vers dans la bouche de Jeanne d'Arc, née à Domrémy sur la Meuse :
Adieu Meuse endormeuse et douce à mon enfance,

Qui demeures aux prés où tu coules tout bas.

Meuse adieu : j'ai déjà commencé ma partance

En des pays nouveaux où tu ne coules pas.
Dans son livre Une certaine idée de la Wallonie, qu'il a tenu à illustrer par une peinture d'Henri Blès, Paul-Henry Gendebien décrit la démarche intellectuelle du grand peintre mosan en pensant à tous les lieux en Europe où l'on peut voir ses œuvres : « L'Europe voit qu'un paysage du maître wallon - qui est mosan et qui ne peut qu'être mosan - est aussi le paysage par excellence, ce qui le hisse par le fait même au rang d'image de l'Univers ».
André Dhôtel est un Mosan qui, de la Meuse française à la Meuse belge, a écrit ce roman extraordinaire dont Bayard est le héros[réf. nécessaire], Le Pays où l’on n’arrive jamais. Il y a dans ce livre, curieusement, le fantasme de la mer et des grandes villes flamandes ou néerlandaises où la Meuse rejoint la mer parmi les cathédrales et les beffrois.
Il existe de nombreux liens tout au long du parcours de la Meuse tant dans son parcours français que belge. Rita Lejeune a dressé la carte des toponymes liés à la légende de Bayard, du Plateau de Langres à Maastricht.
Jacques Brel évoque la Meuse dans Je suis un soir d'été ou encore dans Il neige sur Liège.
Dominique A cite la Meuse dans sa chanson La pleureuse, soulignant le côté sombre du cours d'eau comparé au bleu du Danube.
En plombeur de ces dames

Ou en consolateur, 

Si tu y trouves ton compte

J'inonderai ton cœur.

Et que le beau Danube

Se transforme en la Meuse

Et je suis ta pleureuse

Oui, je suis ta pleureuse

Pour toujours ta pleureuse.
Patrick Beurard-Valdoye a consacré l'une de ses œuvres poétiques, Mossa, à la Meuse.

### Hommages militaires
La Meuse est mentionnée dans le refrain du chant militaire Verdun ! On ne passe pas, écrit en 1916 par Eugène Joullot et Jack Cazol, à l'occasion de la bataille de Verdun.
Et Verdun, la victorieuse,

Pousse un cri que portent là-bas

Les échos des bords de la Meuse,

Halte là ! On ne passe pas !

### Hommages divers
L'étymologie du célèbre reptile marin fossile Mosasaurus vient d'un combinaison du latin Mosa « Meuse » et du grec ancien σαῦρος / saûros « lézard », le tout voulant littéralement dire « lézard de la Meuse », en référence au fleuve où le spécimen holotype de M. hoffmannii fut découvert à proximité, plus précisément à Maastricht.

## Galerie

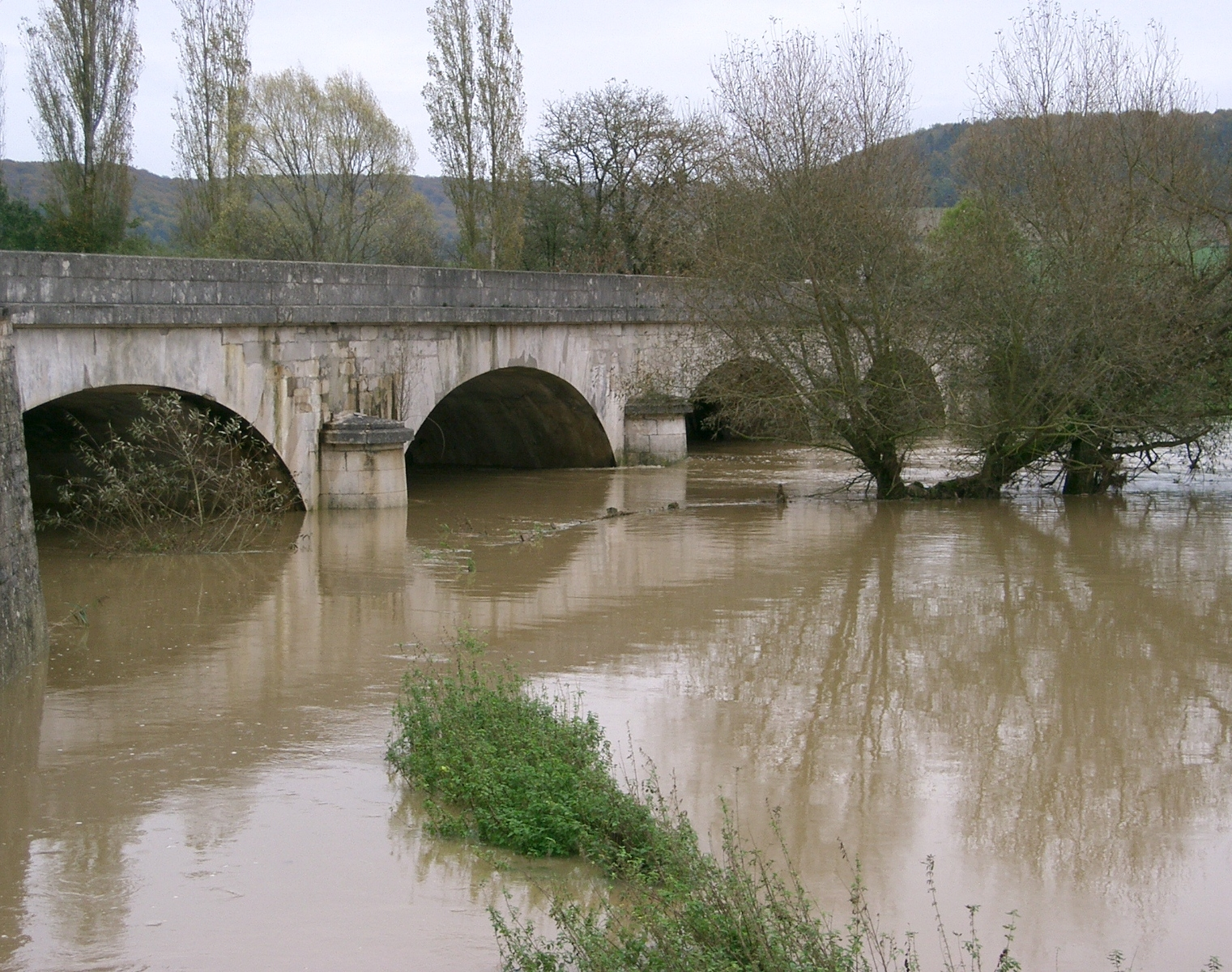
Domrémy-la-Pucelle, la Meuse grossie par les pluies d'automne.
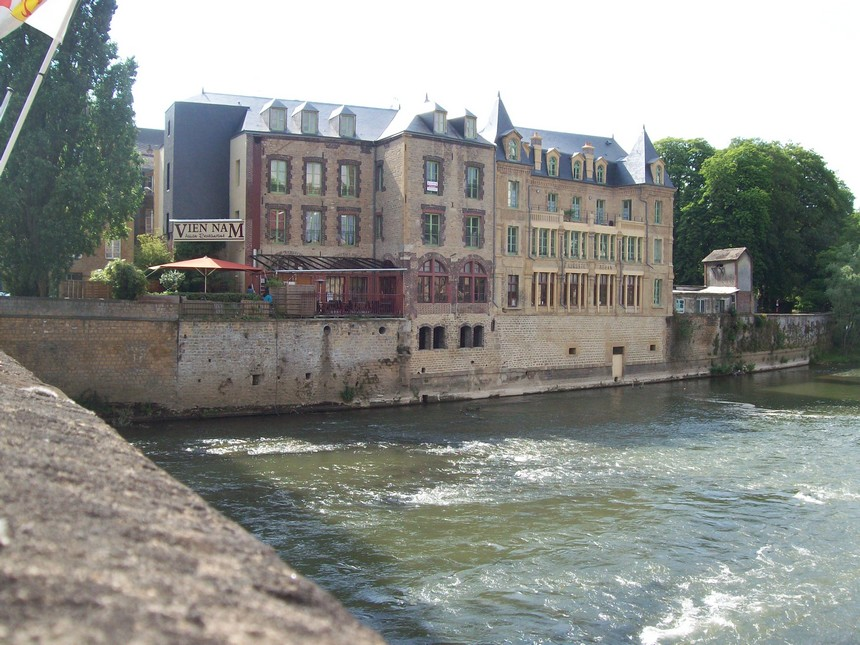
La Meuse à Sedan.
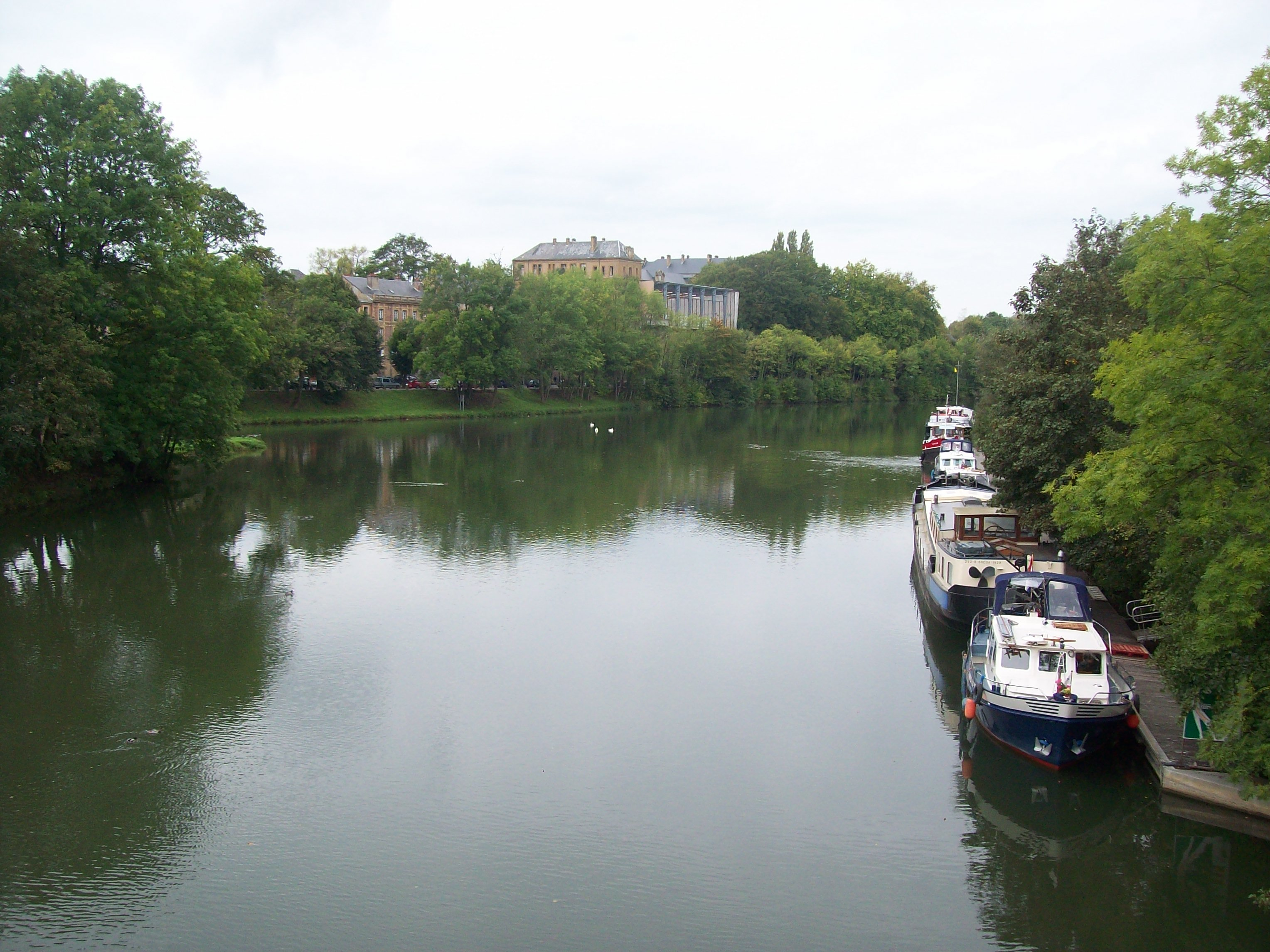
La Meuse à Charleville.
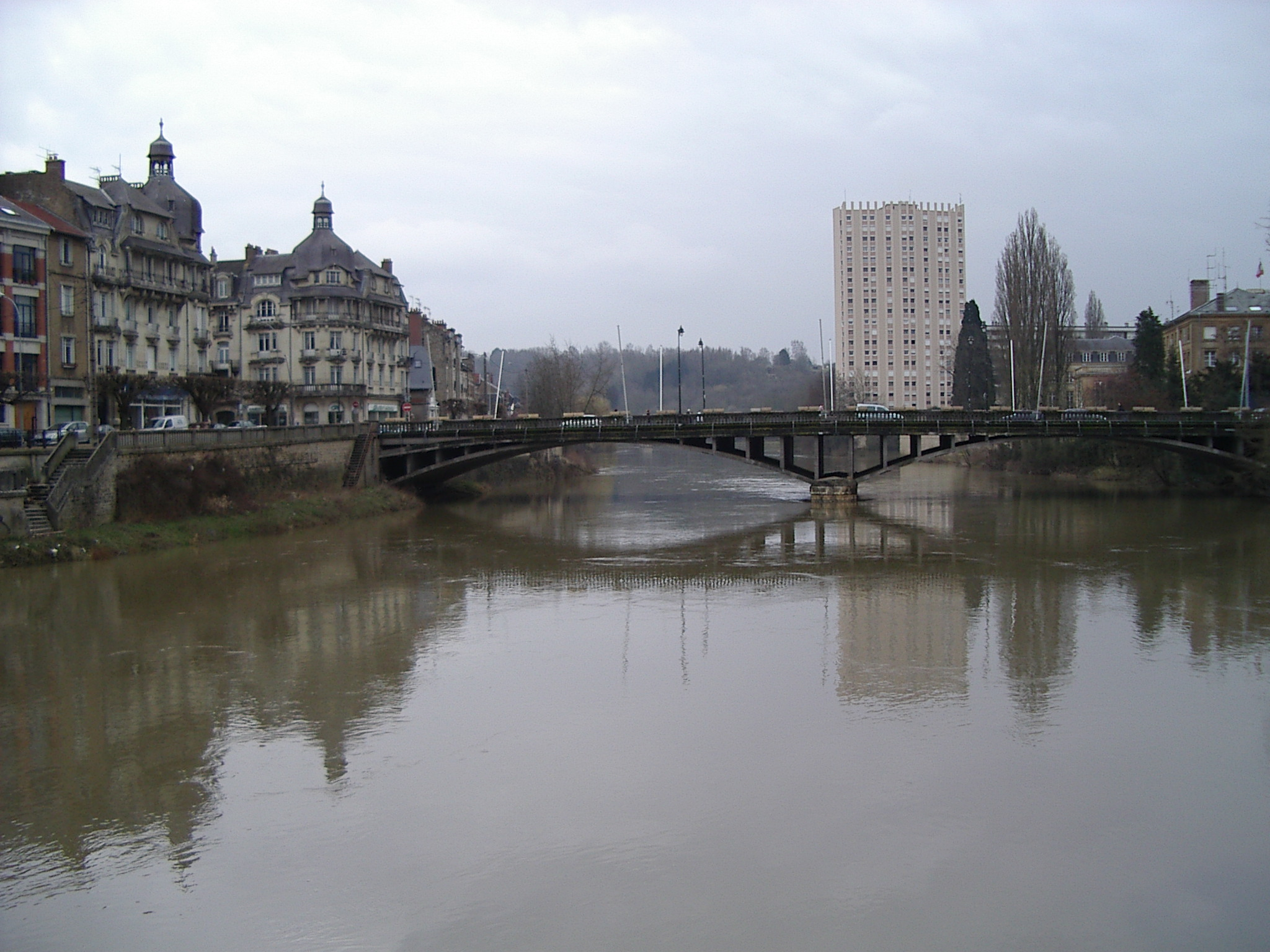
La Meuse à Mézières.
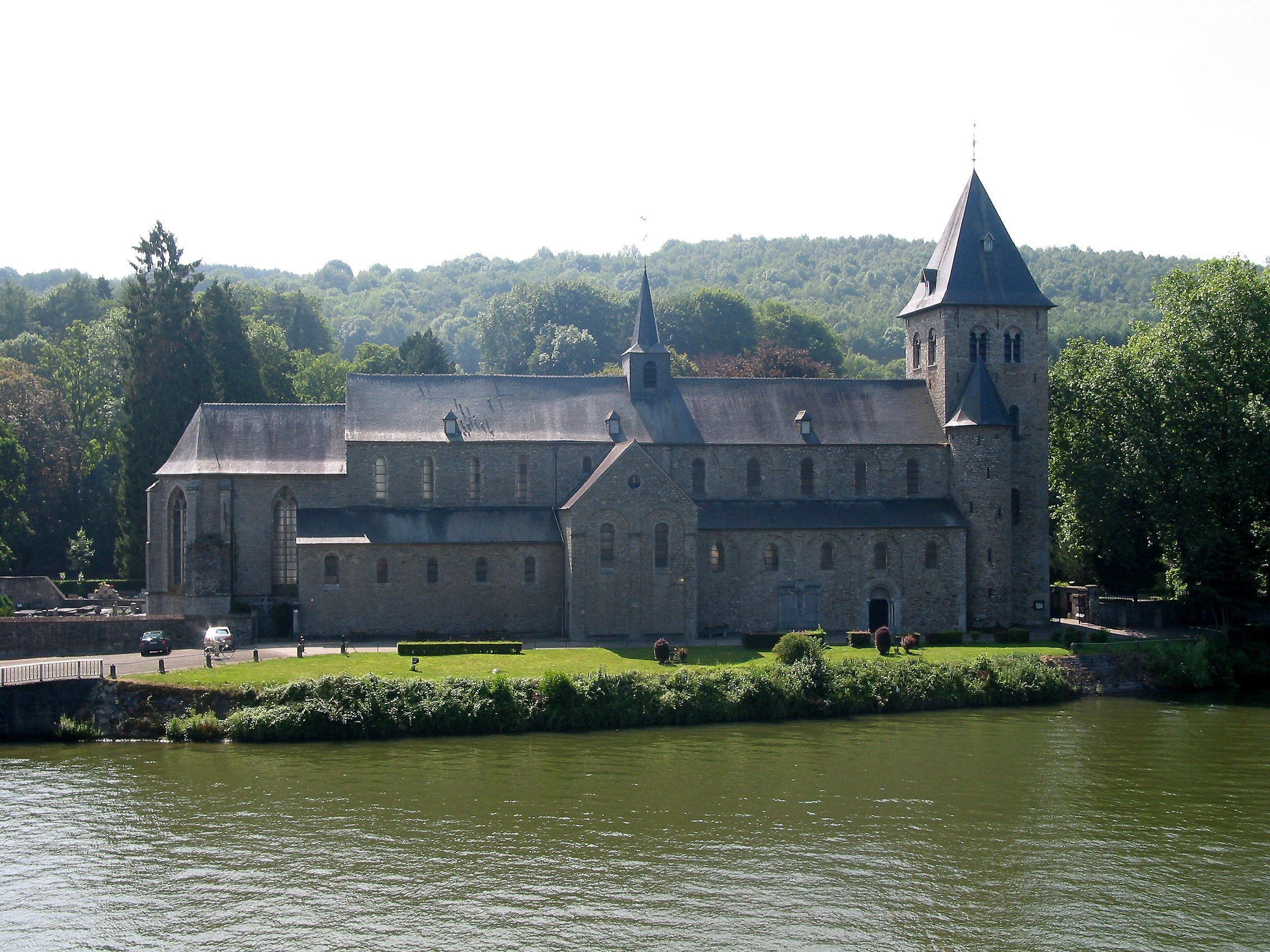
La Meuse à Hastière, l'église abbatiale Saint-Pierre d'Hastière.
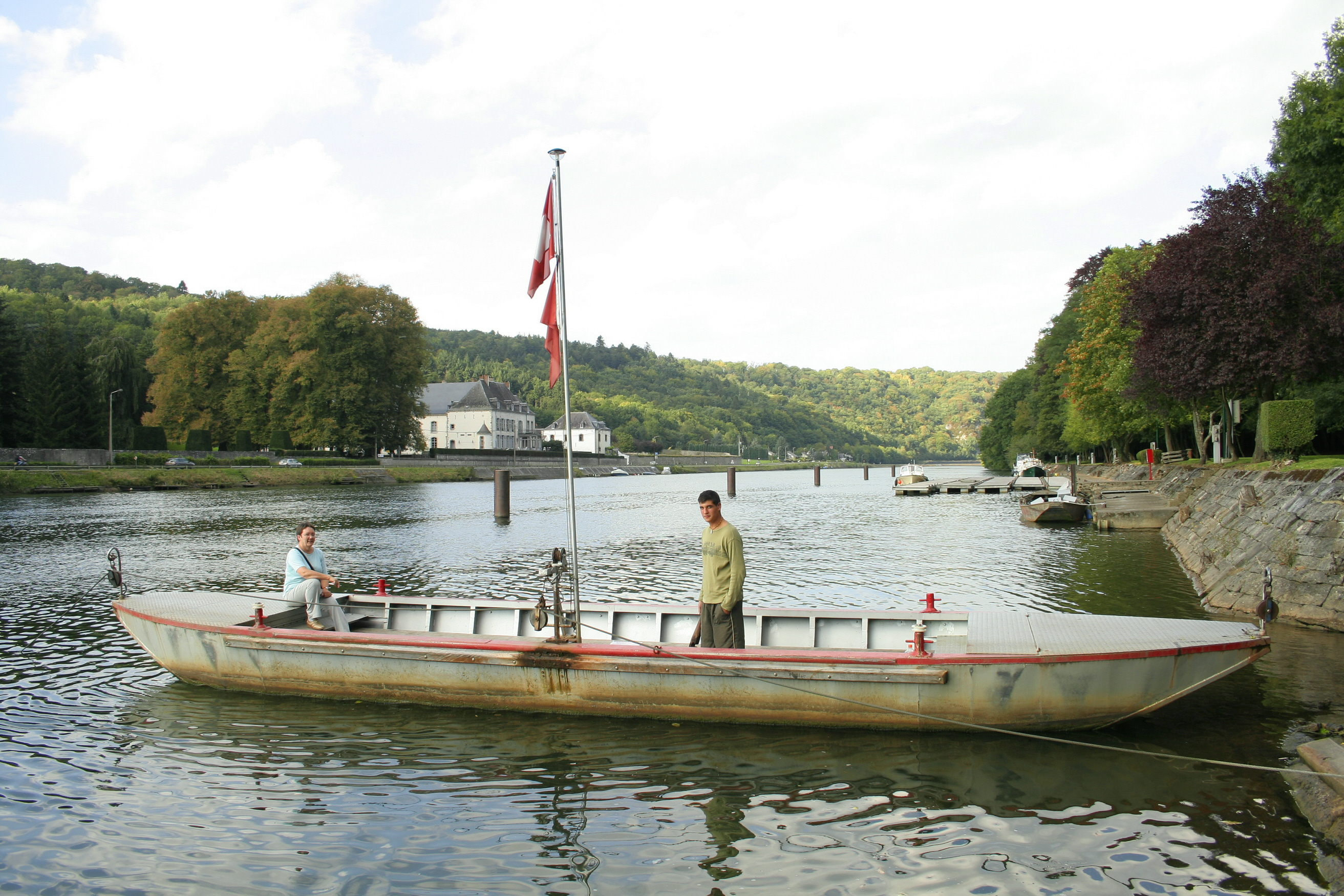
Waulsort, le passeur d'eau.
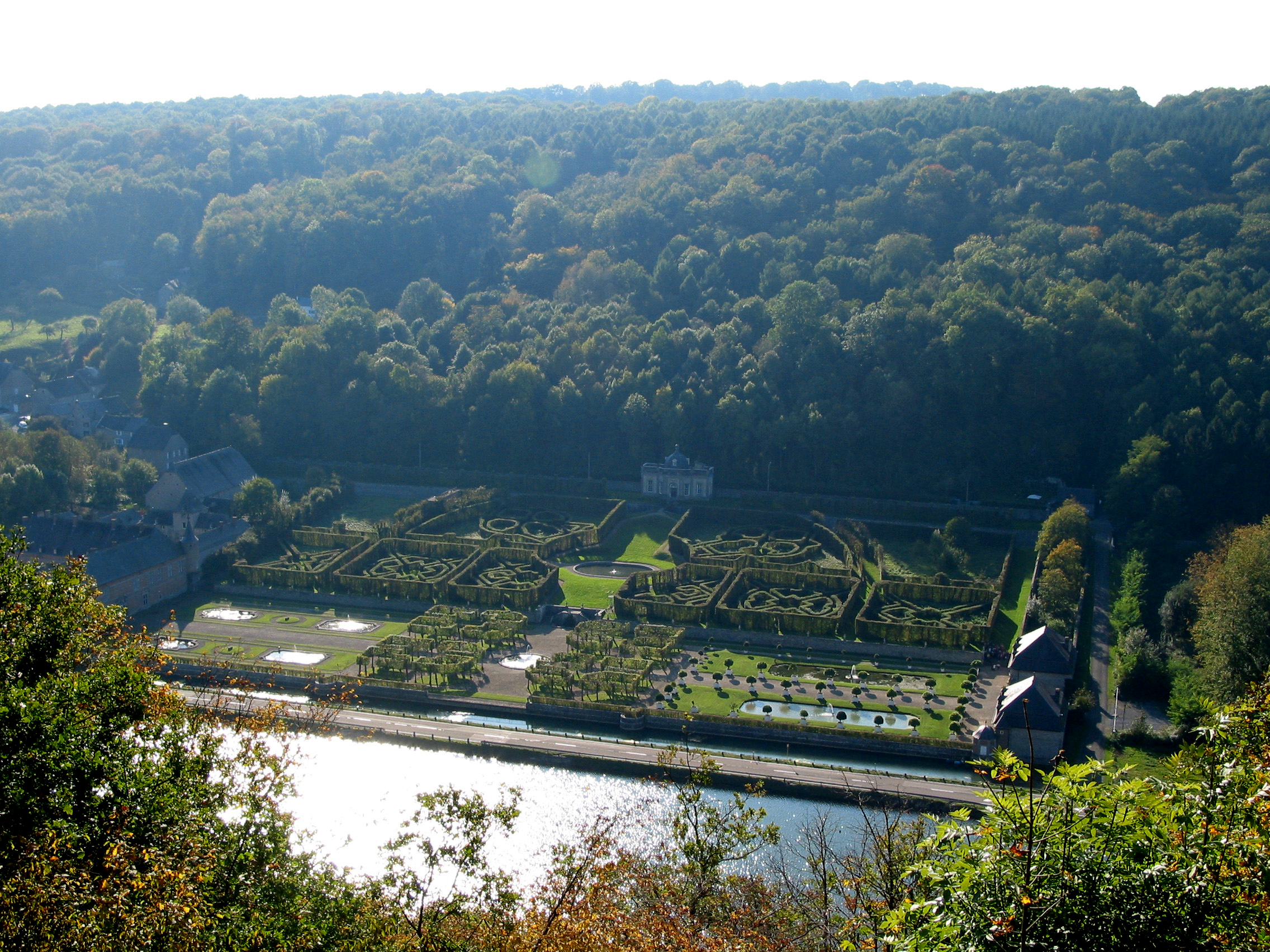
La Meuse avec sur sa rive gauche le château de Freÿr.
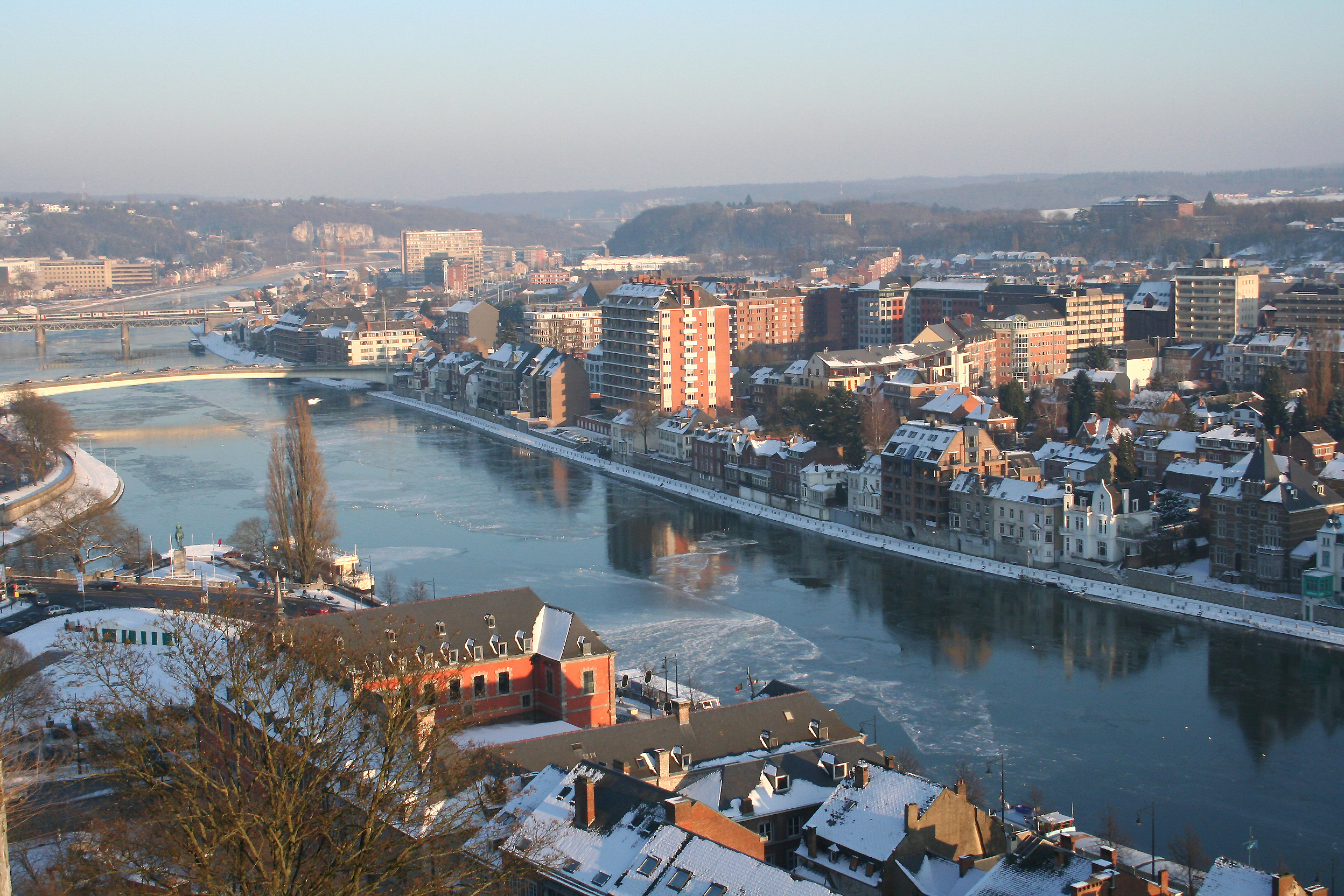
Namur, le confluent de la Meuse et de la Sambre.
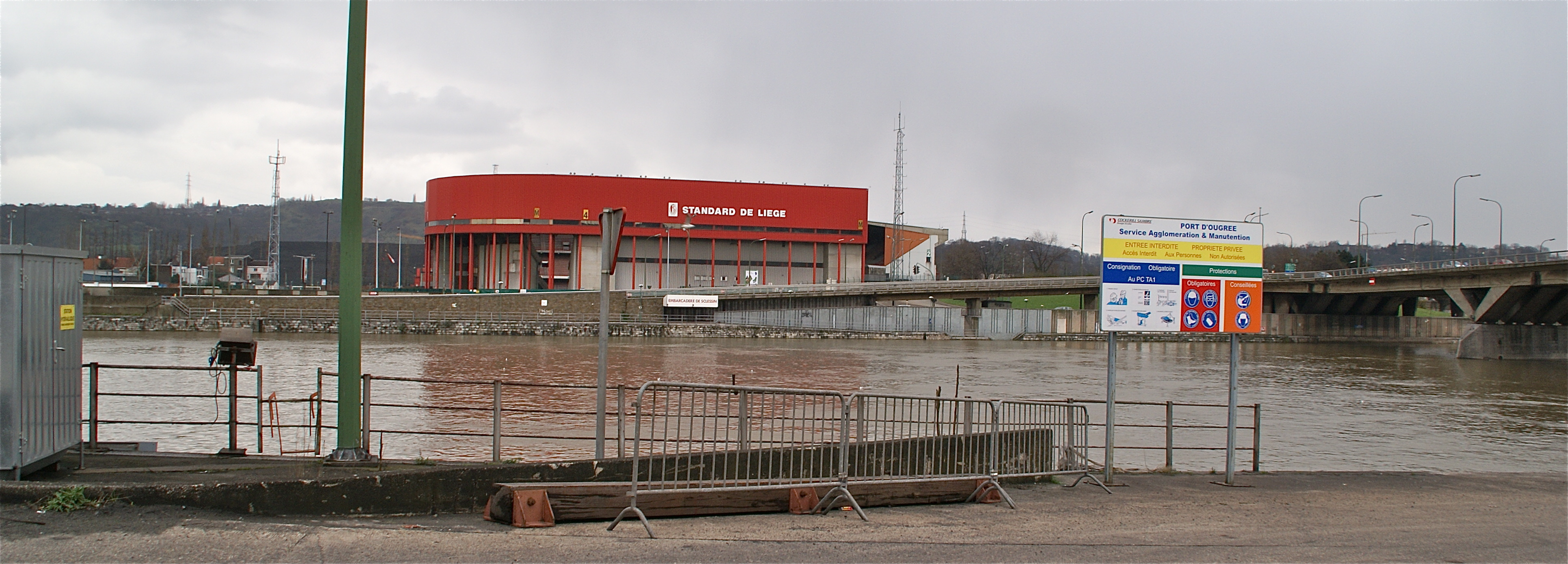
Vue du stade de Sclessin du Standard de Liège, depuis le port d'Ougrée.
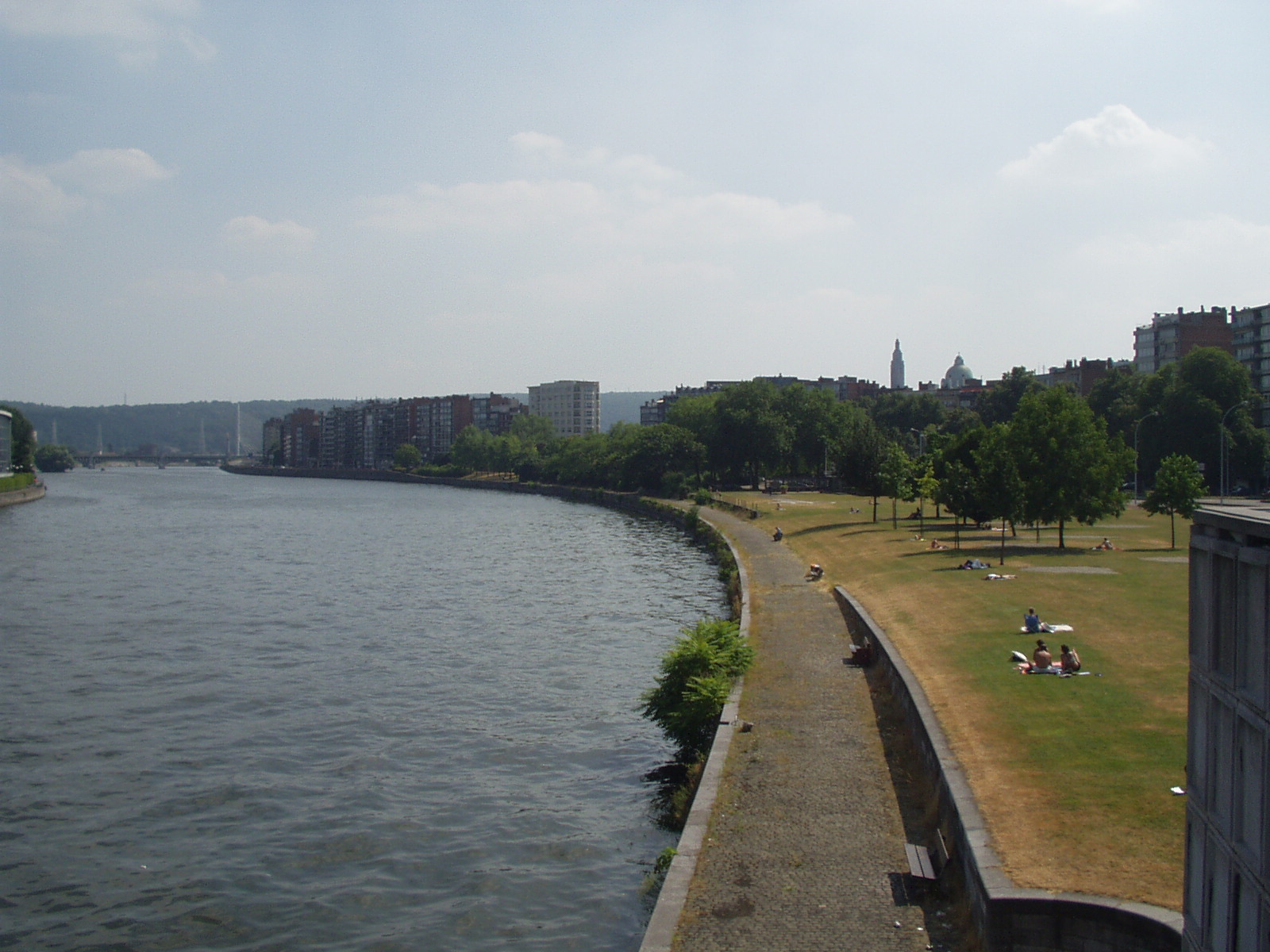
Liège, l'esplanade des Terrasses d'Avroy.
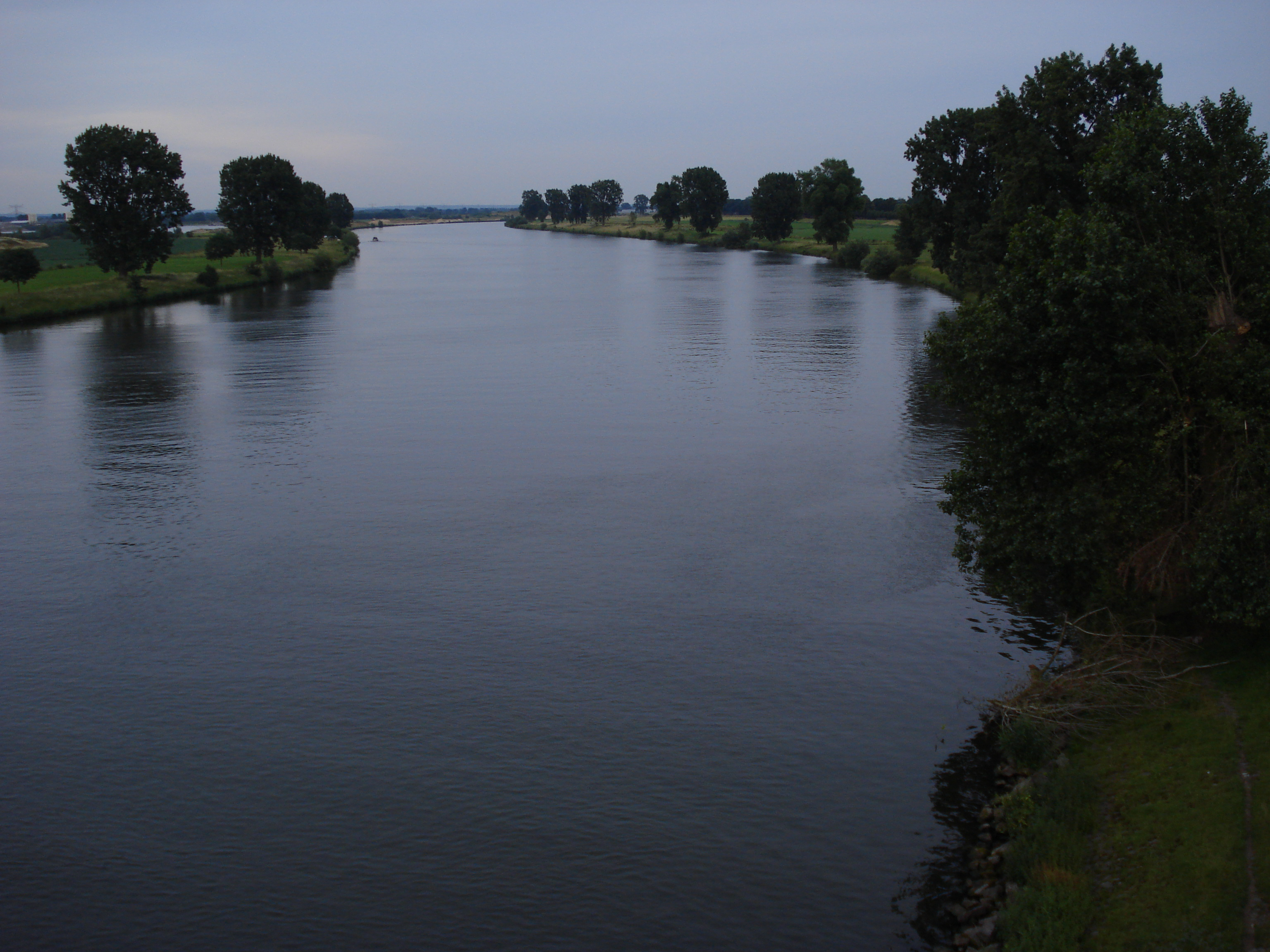
Neerloon, la Meuse au crépuscule.